# Загибель «Титаніка»
Загибель пароплава «Титанік» — морська катастрофа, що сталася в ніч з 14 на 15 квітня 1912 року. Найбільше судно у світі на той час зіткнулося з айсбергом і затонуло в Північній Атлантиці. Крижана вода забрала життя від 1493 до 1635 осіб з 2208 людей на борту. Трагедія сталася під час першого рейсу лайнера, що прямував за маршрутом Саутгемптон-Шербур-Квінстаун-Нью-Йорк. Неформально є найвідомішою катастрофою ХХ століття. Трагедія сталася більш ніж за 600 км на південний схід від канадського острова Ньюфаундленд.
Ця подія стала найбільшою морською катастрофою мирного часу на наступні 75 років — до 20 грудня 1987 року, коли зазнав аварії філіппінський пором «Донья Пас», який забрав життя понад 4000 осіб.
Невелика кількість тих, хто врятувався, зумовлена відповідною готовністю до евакуації, що відповідала водночас нормам свого часу, головним чином — недостатньою сумарною пасажиромісткістю рятувальних човнів на борту судна. . Корабель тонув 2 години 40 хвилин, але судна, що відгукнулися на сигнали лиха, були занадто далеко і не встигли прийти на допомогу .
У день перед катастрофою, 14 квітня «Титанік» отримав 7 льодових попереджень від різних суден, що перетинали Північну Атлантику, але, незважаючи на це, лайнер продовжував йти майже на граничній швидкості 22,5 вузли (41,67 км/год) . Висока швидкість у водах, зайнятих дрейфуючими льодами, на той час була звичною практикою. Розрахунок робився на те, що впередоглядачі, що перебувають на марсовому майданчику, зможуть здалеку помітити перешкоду і лайнер швидко змінить курс. Коли прямо по курсу було помічено крижану гору, незважаючи на зусилля команди, «Титаніку» не вдалося швидко змінити курс. Правий борт лайнера зачепив підводну частину айсберга. Судно отримало кілька пробоїн нижче ватерлінії загальною протяжністю в 90 м. Трюм «Титаніка» поділявся на 16 відсіків, з яких перші 5 виявилися пробитими і судно почало повільно йти під воду.
Після півночі капітан Едвард Сміт наказав починати евакуацію, передавати в радіоефір сигнали лиха та пускати сигнальні ракети для привернення уваги найближчих суден . Евакуацію було організовано погано, команда лайнера виявилася не підготовленою до надзвичайної ситуації. Рятувальні човни спускалися на воду напівпорожніми, хоча місць у них ледь вистачало для половини людей, які перебували на борту.
Усього врятувалося 712 пасажирів та членів екіпажу. Основна частина людей загинула від переохолодження, оскільки температура океанської води становила 8°С (поріг замерзання за солоності 35 ‰). За півтори години після повного занурення «Титаніка» на місце трагедії прибув пароплав «Карпатія» і підібрав тих, хто вижив у човнах . Аварія викликала широкий суспільний резонанс. Після загибелі судна в 1914 році було прийнято Міжнародну конвенцію з охорони людського життя на морі .

## Передбачення катастрофи
22 березня 1886 року британський журналіст Вільям Томас Стід, який згодом загинув на «Титаніку», опублікував статтю «Як поштовий пароплав потонув у Середній Атлантиці — від того, хто вижив», у якій оповідається, як поштове судно тоне, зіткнувшись з іншим судном. З 900 людей на борту човнів вистачає лише на 400. Авторська примітка:
|  | Саме це може статися і станеться, якщо лайнери виходитимуть у море з нестачею шлюпок. Оригінальний текст (англ.) This is exactly what might take place and will take place if liners are sent to sea short of boats. |

А в 1898 році, за 14 років до катастрофи, американський письменник-фантаст Морган Робертсон опублікував повість «Марність», яка в 1912 році (після реальної катастрофи) була перевидана з невеликими змінами під назвою «Марність, або загибель Титана». У повісті описується корабель «Титан», який вважався «непотоплюваним» і за багатьма параметрами схожий на «Титанік»: він мав три гребні гвинти, дві щогли, 19 водонепроникних відсіків («Титанік» — 16), становив 243,8 метра (800) футів) у довжину («Титанік» — 268,8 метра (882 фути)), міг розвивати швидкість до 25 вузлів («Титанік» — 23 вузли) та взяти на борт 3000 осіб («Титанік» — 2556 пасажирів та 908 членів екіпажу), хоча ніс всього 24 човни — «мінімальна кількість, прописана законом» . За сюжетом, у третьому плаванні, що відбувалось у квітні, «Титан», що йшов на граничній швидкості, близько півночі зіткнувся з айсбергом, внаслідок чого отримав сильні пошкодження правого борту і потонув. Більшість людей, які перебували на борту, загинули.

## Судно
Восьмипалубний пароплав «Титанік» будувався протягом трьох років на верфі «Harland and Wolff» у Белфасті. Спуск судна на воду відбувся 31 травня 1911 року. «Титанік» був другим лайнером класу «Олімпік». Проте він дещо відрізнявся від свого «близнюка», у його конструкції було усунуто ряд недоліків, виявлених під час експлуатації «Олімпіка». Керував проєктом ірландський суднобудівник Томас Ендрюс. Будівництво лайнера коштувало приблизно 3 млн фунтів стерлінгів або 7,5 млн доларів США (187,5 млн дол. за курсом 2013 року). Лайнер належав британській судноплавній компанії «White Star Line».
На момент спуску на воду та введення в експлуатацію «Титанік» був найбільшим судном у світі. Його довжина становила 269 м, ширина — 30 м, осадка — 10,5 м, водотоннажність — 52 310 т (що перевищувало водотоннажність пароплава-близнюка «Олімпік» на 243 т). До руху лайнер приводили дві групи чотирициліндрових парових машин та парова турбіна. Пару для турбіни, парових машин, генераторів та допоміжних механізмів виробляли 29 котлів. Вся силова установка судна мала потужність 55 тис. к.с., для її роботи було потрібно 610 т вугілля на день. Лайнер міг розвивати швидкість до 23 вузлів (42 км/год). Рушіями на «Титаніку» слугували три гребні гвинти. Діаметр центрального чотирилопатевого (можливо, трилопатевого) гвинта становив 5,2 м, а двох крайніх трилопатевих — 7,2 м. На повному ходу зовнішні гвинти робили до 80 об/хв, а центральний до 180 об/хв. Над верхньою палубою височіли чотири величезні димових труби діаметром 7,3 м і висотою 22 м. Бездротовий телеграф та інше радіообладнання на лайнер поставила компанія «Марконі К°».
Залежно від вартості купленого квитка, пасажири поділялися на три класи. До послуг пасажирів першого класу були представлені басейн, гімнастична зала, турецька лазня, корт для гри в сквош, електрованна (прототип солярію). На борту судна були кафе та розкішно обставлені обідній та курильний салони. За рівнем сервісу у третьому класі «Титанік» значно перевершував більшість трансатлантичних пароплавів того часу. У каютах було чисто, світло і тепло, в обідній залі пропонувалося просте, але повноцінне та якісне харчування, були просторі прогулянкові палуби. Усі приміщення та прогулянкові палуби лайнера були розділені за класами, та пасажирам одного класу заборонялося проходити на ділянку іншого.
| | |                             |                                    |
| Гребні гвинти «Олімпіка», ідентичні рушіям «Титаніка», за винятком центрального гвинта — у «Титаніка» він був трилопатевим | «Титанік» в порту Саутгемптона перед відправленням у перше та останнє плавання, 10 квітня 1912 року | Гімнастичний зал «Титаніка» | «Титанік» виходить із Саутгемптона |

### Надійність конструкції
Міцність судна забезпечував корпус із сталевих листів, скріплених металевими заклепками. У центральній частині судна деталі були автоматично скріплені трьома рядами заклепок із високовуглецевої сталі. Але в носовій та кормовій частинах, де кріплення довелося встановлювати вручну (з технічних причин), для спрощення процесу збирання вони скріплювалися двома рядами заклепок із кованого заліза і лише один ряд сталевих. Коване залізо має менший запас міцності. У результаті розслідування було з'ясовано, що для виготовлення заклепок «Гарленд енд Вулф» закуповувала залізо недостатньо високої якості — у його структурі виявилося дуже багато шлакових включень, які утворили всередині мікротріщини. У результаті зіткнення корабель отримав несумісні з плаванням ушкодження[⇨].
На випадок затоплення було передбачено можливість екстреного опускання герметичних перетинок, що розділяли низ корабля на 16 водонепроникних відсіків. Титанік міг залишатися на воді при затопленні до 2 будь-яких відсіків або до 4 крайніх. Але вони не були перекриті зверху, тому при затопленні більшої кількості відсіків осадка і диферент зростали настільки, що вода піднімалася над кілем вище верхнього рівня перетинок і переливалася поверх них у наступні відсіки. Можливість контрзатоплення була відсутня. Також лайнер був обладнаний горизонтальним подвійним дном, яке розташовувалося в 160 см над кілем і займало 9/10 довжини судна, залишаючи лише невеликі ділянки в носовій частині та кормі.

## Підготовленість до надзвичайних ситуацій

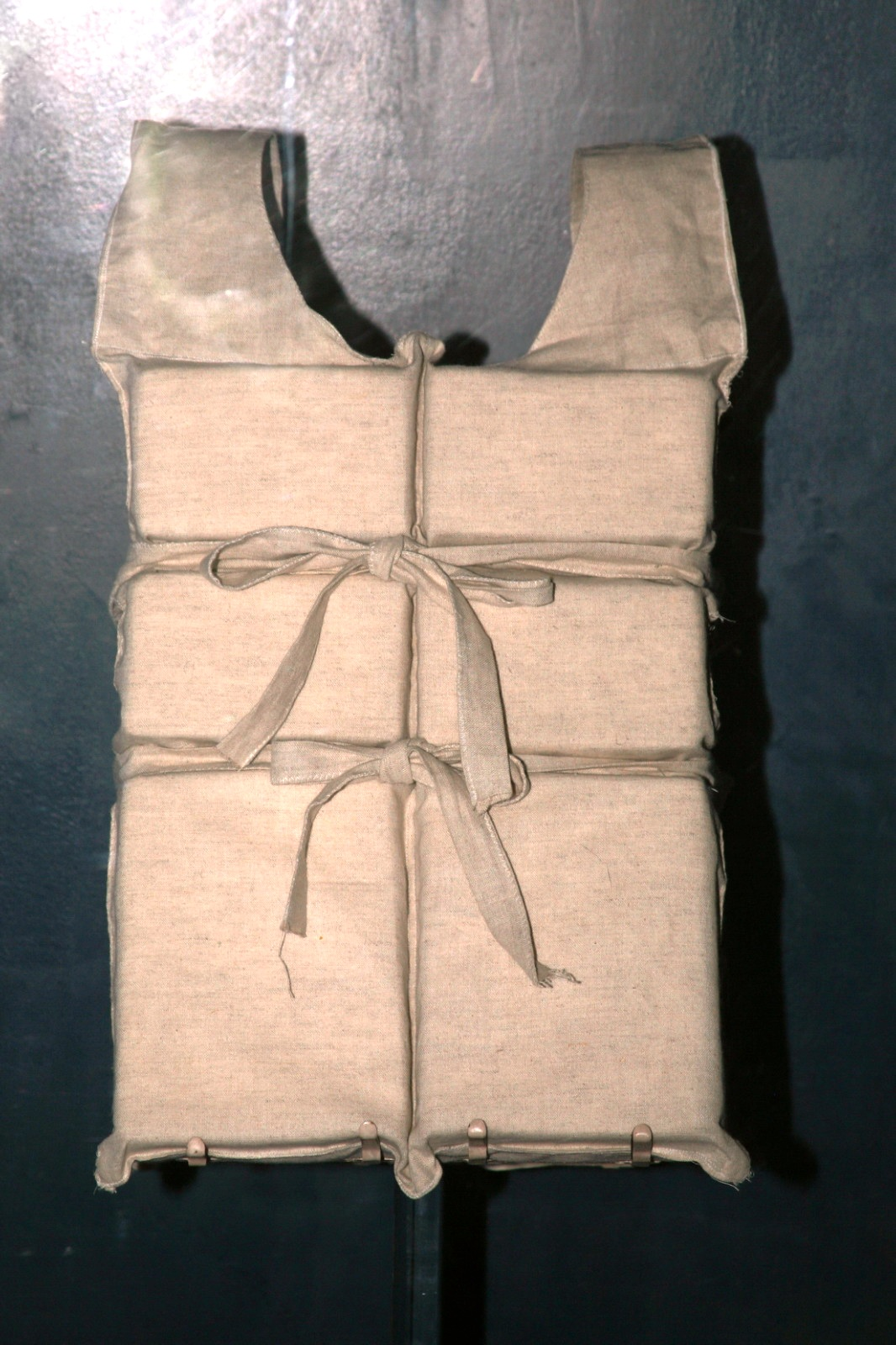
Рятувальний жилет, ідентичний тим, що використовувались на «Титаніку»

На відміну від човнів, рятувальними жилетами Титанік було оснащено в повній мірі. На його борту знаходилось 3560 жилетів з наповнювачем із корку, а також 49 рятувальних кругів.

### Рятувальні човни

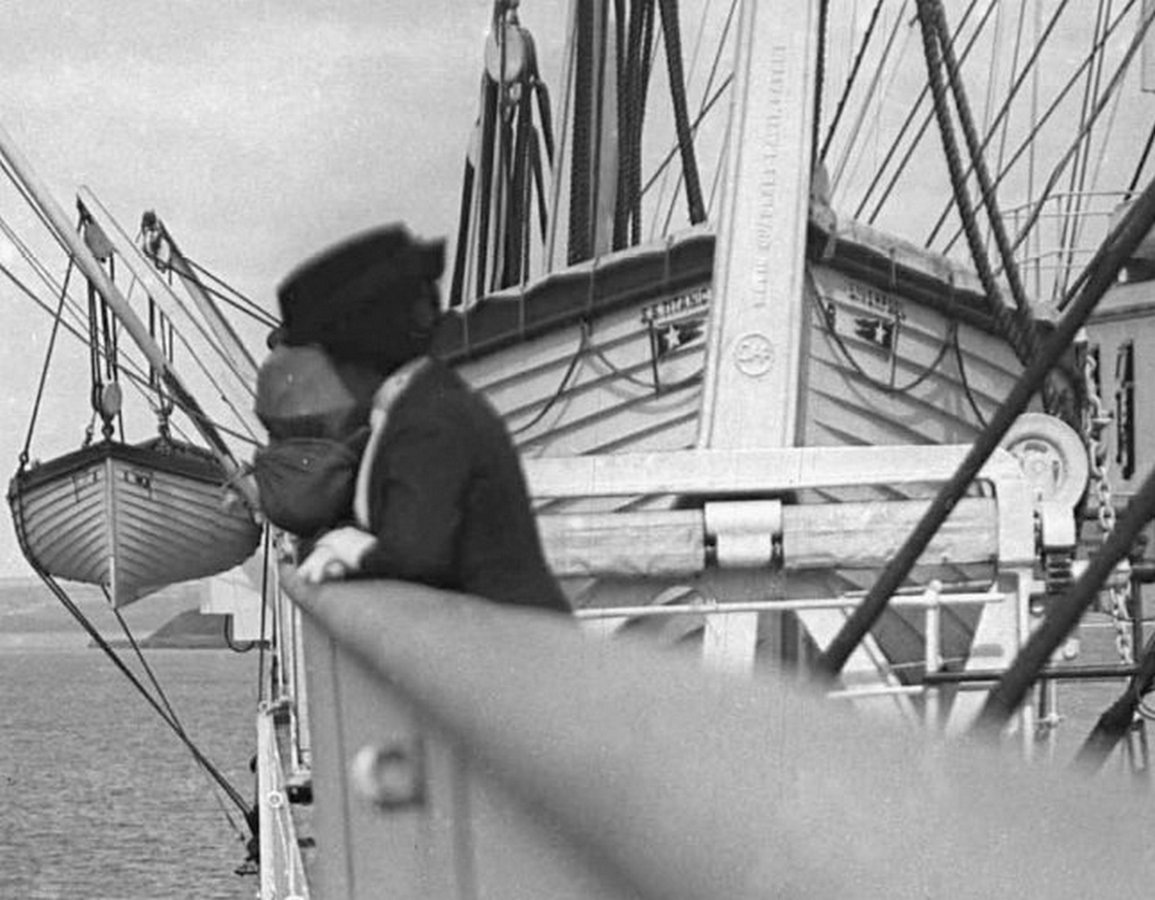
Ряд човнів в носовій частині верхньої палуби «Титаніка». На передньому плані човен № 8, на задньому за борт вивішено човен № 2

Човни були ключовим рятувальним обладнанням корабля. На борту було 20 рятувальних човнів загальною номінальною місткістю 1178 осіб за повної місткості лайнера 3547 осіб.
Згідно з Британським кодексом торгового мореплавання, що діяв тоді, кількість човнів на борту розраховувалася по тоннажу судна. Цей кодекс був складений у 1894 році, і наказував усім суднам водотоннажністю понад 10 тис. т (найбільші на той час), оснащеним водонепроникними перетинками, мати на борту не менше 16 рятувальних човнів, підвішених на шлюпбалках. Згодом з'явилися судна, водотоннажність яких у кілька разів перевищувала 10 тис. т, проте вимоги Міністерства торгівлі щодо оснащення човнами залишилися незмінними. В одному з проєктів передбачалося оснащення лайнера 48 човнами, але керівництва судноплавної компанії та верфі спільно вирішили встановити їх у кількості 20. Компанія «Вайт Стар Лайн» додала до обов'язкових 16 лише 4 невеликі складні човни. Таке рішення пояснюється насамперед тим, що власники лайнера не бачили в них необхідності і визнали їх потрібними лише для дотримання формальності і можливого порятунку пасажирів зустрічного судна, що потрапило в аварію, а також бажанням компанії мати на своїх лайнерах просторий променад (прогулянкову палубу) з панорамним видом на море, не захаращений безперервним рядом човнів. Місткість кожної із 14 стаціонарних рятувальних човнів становила 65 осіб. На перших від капітанського містка шлюпбалках кріпилися човни, що звисають за борт, для екстреного спуску, розраховані на 40 осіб кожна. Місткість однієї складаного човна становила 47 осіб. Щоб за надзвичайної ситуації залишити судно змогли всі пасажири та члени екіпажу «Титаніка», на його борту мало бути щонайменше 50 човнів.
Всі 20 човнів були розміщені на верхній палубі: 16 дерев'яних човнів на шлюпбалках (по 8 на кожному борту) і 4 складні човни конструкції Енгельгардта з дерев'яним днищем і парусиновими бортами, які в разі необхідності могли бути розгорнуті. Стаціонарні човни розташовувалися групами по чотири в носовій та кормовій частинах човнової палуби. Два складні човни розташовувались біля перших за капітанським містком шлюпбалок, а два інші на даху офіцерських кают, останні було дуже важко діставати і готувати до спуску, оскільки вони мали велику масу і переносилися вручну . Стаціонарні човни нумерувалися цифрами від носа до корми, з лівого борту — парні, з правого — непарні. Парусинові човни позначалися латинськими літерами A, B, C та D.

### Подача сигналів
Радіообладнання на «Титаніку» включало один з найпотужніших на той момент головний радіопередавач з електронною лампою, магнітним детектором, дисковим розрядником потужністю 5 кВт і аварійний передавач. Радіоустановка лайнера дозволяла за допомогою азбуки Морзе виходити на зв'язок із суднами та береговими станціями в радіусі 630 км вдень та до 1600 км вночі. Прийом та надсилання радіограм здійснювали на робочих частотах у діапазоні від 500 до 1000 кГц. Радіопристрої живилися від бортової електромережі, на випадок повного відключення електроенергії в радіорубці було передбачено аварійні акумуляторні батареї. Передавала і приймала радіохвилі повітряна Т-подібна антена, її горизонтальне полотно, що складалося з двох проводів, було натягнуте між щоглами, на висоті 15 м над верхівками труб, до нього від розташованої на човновій палубі радіорубки підходили два дроти, що утворювали вертикальне полотно антени.
Крім радіотелеграфа, на дахах оглядових кабін капітанського містка знаходились сигнальні лампи Морзе. Також на борту були білі сигнальні ракети для подачі сигналу, що привертає увагу. Відповідно до тодішніх правил мореплавства, сигнальні ракети будь-якого кольору відповідали за привернення уваги до судна, що їх запускає.

### Готовність екіпажу
Екіпаж «Титаніка» не був підготовлений до надзвичайної ситуації. Навчанню правил експлуатації човнів було приділено мінімум уваги. Навчання з посадки в човни проводилися лише одного разу, коли судно було у доці Саутгемптона. На воду було спущено дві човни, у кожній з яких були чотири матроси і один помічник капітана. Вони зробили коло по доку і за кілька хвилин повернулися на лайнер. Перед відплиттям із Саутгемптона з пасажирами не проводилися ні пожежні, ні інші навчання. На ранок 14 квітня (день перед фатальним зіткненням) були заплановані навчання з посадки в човни, але під приводом сильного вітру вони були скасовані капітаном.

## Попередні обставини
Напередодні відправлення в перший рейс «Титанік» перевіряли співробітники Міністерства торгівлі Великої Британії. Зокрема, було оглянуто рятувальні човни, сигнальні ракети та інше аварійне спорядження. Було визнано, що він відповідає чинним розпорядженням. Контроль здійснював головний інспектор міністерства, капітан Морріс Кларк.

Маршрут першого рейсу «Титаніка» з Саутгемптона до Нью-Йорка

Пароплав «Титанік» вийшов у свій перший і останній рейс з Саутгемптона опівдні 10 квітня 1912 року. Ще на виході з порту він ледь не зіткнувся з пароплавом «Нью-Йорк», що був пришвартований біля причалу в Саутгемптоні. Через 5,5 годин, пройшовши 147 км, лайнер взяв на борт пасажирів із французького Шербура. Другою зупинкою був ірландський Квінстаун (Ков), якого «Титанік» досяг близько полудня 11 квітня. Там було поповнено запаси провізії, на борт піднялися останні пасажири.
На момент виходу «Титаніка» на трансатлантичну трасу на його борту знаходилося 1316 пасажирів та 908 членів екіпажу (за даними Міністерства торгівлі Великої Британії). Лайнер міг брати на борт до 2439 пасажирів, але у квітні попит на трансатлантичні рейси був традиційно низький, тому «Титанік» був завантажений лише наполовину. На темпі продажу квитків згубно позначився і шеститижневий страйк вугільників, який закінчився лише за чотири дні до відплиття із Саутгемптона. Страйк викликав перебої з постачанням вугілля, порушивши графіки відправлення в рейси пароплавів, і потенційні пасажири «Титаніка» були змушені змінити свої плани. Аби не зміщувати дату відправлення лайнера в перший рейс, керівництво «Вайт Стар Лайн» ухвалило рішення поповнити вугільні бункери Титаніка за рахунок інших кораблів компанії, пришвартованих в Саутгемптоні. Склад пасажирів був надзвичайно різноманітним — від небагатих емігрантів з Ірландії, Італії, Швеції, Росії, Сирії, що вирушали на пошуки кращої долі у США, до аристократів і мільйонерів, як-от Джон Джейкоб Астор і Бенджамін Ґуґенгайм.
«Титаніком» командував 62-річний Едвард Сміт, найдосвідченіший капітан компанії «Вайт Стар Лайн», його стаж становив понад 40 років. Останній рік він командував пароплавом «Олімпік» — близнюком «Титаніка». Більшість команди складали люди, які не пройшли спеціальної підготовки для роботи на судні: кочегари, стюарди, штивщики, машиністи, кухарі. Кваліфіковані матроси становили лише 5 % загальної кількості екіпажу (7 помічників капітана та 39 матросів, багато з яких не встигли досконально ознайомитися з особливостями судна, оскільки були взяті на службу в Саутгемптоні за чотири дні до відплиття).
Незадовго до виходу «Титаніка» в рейс над північною Атлантикою при злитті двох антициклонів відбулася їхня регенерація (процес повторного посилення). В результаті на початку квітня в західній Атлантиці віяв північно-північно-західний вітер. Напрямки вітру і холодної Лабрадорської течії збігалися, завдяки чому айсберги досягли трансатлантичних судноплавних шляхів на місяць раніше звичайного. Проникненню численних плавучих льодів на південну трансатлантичну трасу, якою слідував «Титанік», також сприяли високі припливи, спричинені рекордним наближенням Місяця до Землі. У січні 1912 року відстань між Землею та Місяцем досягла мінімальної величини за останні 1400 років. У свою чергу, земна куля в цей період завершила проходження точки перигелію, тобто підійшла до Сонця на максимально близьку відстань.

### Перші льодові попередження
12 квітня на «Титанік» по радіотелеграфу (за допомогою азбуки Морзе) почали надходити повідомлення від суден, що проходили поблизу Великої Ньюфаундлендської банки. Їхні екіпажі звертали увагу на надзвичайно велике скупчення айсбергів, що виявилися значно південніше, ніж бувало в цю пору року. Кожне таке повідомлення після прийому передавалося вахтовому помічнику, а згодом до штурманської рубки, де зазначені координати крижаних полів наносилися на карту[. У них йшлося про район, розташований на північ від запланованого маршруту «Титаніка», тому підстав для занепокоєння у екіпажу не було].
Радисти «Титаніка» працювали за наймом компанії «Марконі» і, по суті, не були членами команди. Їх основним обов'язком на борту було відправлення телеграм пасажирів і прийом свіжих новин з континенту, які потім друкувалися в судновій газеті. Обробка даних про метеоумови, зазвичай, відходила на другий план.

### 14 квітня

#### Льодові попередження

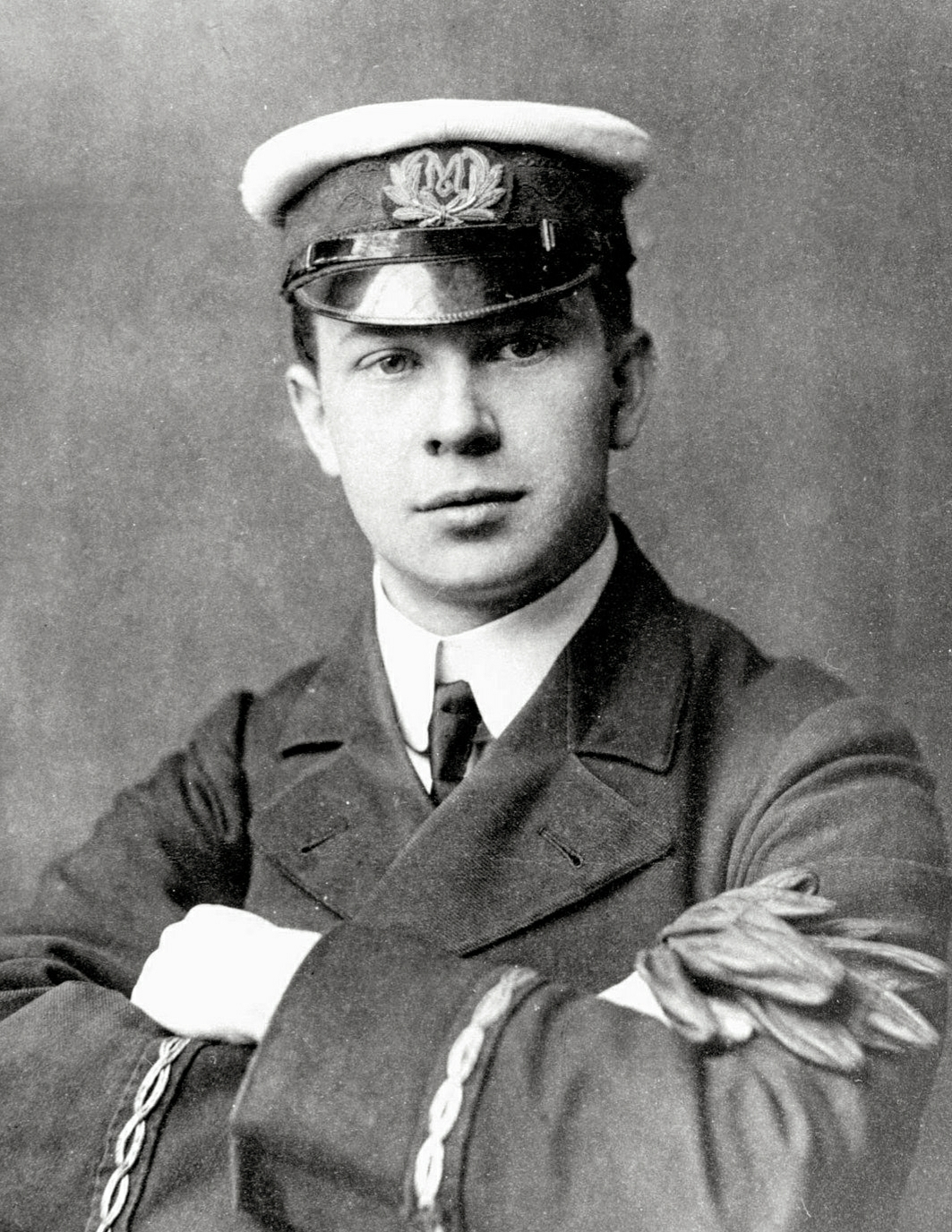
Старший радист «Титаніка» Джек Філліпс

З ранку 14 квітня радіостанція «Титаніка» почала приймати повідомлення про айсберги з їхніми координатами вже від суден, що йшли південною трансатлантичною трасою. Усього за цей день було отримано сім льодових попереджень. Льодова обстановка у квітні 1912 року у північній Атлантиці була складною. Для цієї пори року встановилося рекордне за останні 50 років скупчення льодів, що дрейфують.
Перше льодове попередження надійшло о 9:00 з пароплава «Каронія», який сповіщав про крижані поля і скупчення айсбергів та гроулерів (крижаних уламків). Капітан Сміт підтвердив отримання повідомлення. Об 11:40 капітану було передано телеграму від пароплава «Ноордам», у якій повідомлялося про дрейфуючі льоди приблизно у тому ж районі, який вказала «Каронія».
О 13:42 судно «Балтік» ретранслювало таке повідомлення:
|  | Капітану Сміту, «Титанік». Ясна погода з моменту відплиття. Грецький пароплав «Афіни» повідомляє про проходження айсбергів та велику кількість крижаних полів сьогодні в районі 41°51′ північної широти та 41°52′ західної довготи… Бажаю успіхів вам та «Титаніку» |

Сміт, показавши це попередження керуючому директору «Вайт Стар Лайн» Брюсу Ісмею, розрахував новий маршрут, який був трохи на південь від запланованого шляху, щоб напевно уникнути зустрічі з айсбергом. О 13:45 німецьке судно «Америка» повідомило про те, що зустрілося з двома великими айсбергами за 620 км на південь від Ньюфаундленду. Однак це попередження на місток не було передано. Причини цього не з'ясовані, можливо, радисти просто забули передати інформацію капітанові, оскільки були зайняті усуненням несправності в обладнанні радіостанції.
О 19:30 надійшло льодове попередження з пароплава «Каліфорнієн»:
|  | … Лід у районі між 42° та 41°25′ північної широти та 49°30′ західної довготи. Ми бачили велике скупчення битого льоду та багато великих айсбергів. Крижані поля теж є. Погода хороша, ясна. |

Це повідомлення також не було передано вахтовим на містку. Очевидно, радист Джек Філліпс не зрозумів його, тому що був зайнятий надсиланням на ретрансляційну станцію на мисі Рейс (о. Ньюфаундленд) приватних телеграм, які накопичилися за час, поки був несправний радіопередавач. Останнє льодове попередження було отримано о 22:30 від пароплава «Каліфорнієн», який ліг у дрейф на краю крижаного поля приблизно за 50 км від «Титаніка». Радист «Каліфорніена» Сіріл Еванс почав передавати координати небезпечної зони, але Філліпс грубо його перервав: «Стулися вже, я працюю. У мене зв'язок з мисом Рейс, а ти заважаєш!». Таким чином, було проігноровано найважливіше льодове попередження.
Недбале ставлення Філіпса до таких важливих повідомлень частково пояснюється тим, що часто радисти передавали їх у неофіційній формі. Їх можна було сприйняти як дружній привіт колеги-радиста, якому просто хочеться поговорити, що у північноатлантичних лініях траплялося досить часто. Наприклад, Сіріл Еванс почав своє повідомлення словами: «Привіт, старий, ми зупинилися, навколо нас лід. Координати …». Не дивно, чому сильно завантажений роботою Філліпс грубо перервав колегу. Серед інших існувала особлива категорія радіограм, що називалися «капітанські службові». Вони помічались грифом MSG, приймаючий радист повинен був негайно підтвердити їх прийом і передати на місток. Однак така форма використовувалася рідко.
О 21:20 капітан залишив місток і вирушив на вечерю на свою честь, влаштований подружжям Вайденер. О 22:30 «Титанік» розійшовся з пароплавом «Раппаханнок», що йшов зустрічним курсом з Галіфакса. Незадовго до цього «Раппаханок», маневруючи серед дрейфуючих крижин, отримав пошкодження корми. Як тільки обидва судна опинилися в межах видимості один одного, Альберт Сміт, який заміняв капітана на «Раппаханноку», за допомогою лампи Морзе встановив зв'язок з Титаніком: «Ми щойно пройшли через крижане поле і між декількома айсбергами», у відповідь «Титанік» просигналив: «Повідомлення прийняте. Дякуємо. На добраніч». Ніяких заходів після цього не було: число впередоглядачів не збільшено, судно продовжувало йти з колишньою високою швидкістю.
О 21:30 було отримано ще одне попередження про наявність айсбергів — цього разу від пароплава «Месаба», яке було адресоване всім судам, що йдуть на схід:
|  | Льодова обстановка. Сьогодні в районі 41°25′ північної широти, між 49° та 50°3′ західної довготи помічені айсберги та великі льодові поля. Погода добра, ясно. |

#### Погодні умови
Протягом 14 квітня погода значно змінювалася на краще: вранці було помірне хвилювання, віяв західний вітер; надвечір встановився повний штиль, але водночас різко похолоднішало. Лайнер входив у зону арктичного антициклону. Ніч з 14 на 15 квітня у північній Атлантиці видалася холодною, безвітряною, ясною та безмісячною.
У темний час доби вахтові офіцери та впередоглядачі виявляли місцезнаходження айсберга за двома прикметами. По-перше, з його навітряного боку навіть при легкому хвилюванні з'являються білі «баранці», які добре видно здалеку. По-друге, під дією вітрової і водної ерозії на поверхнях дрейфуючих айсбергів, що виступають, утворюються кристали, що відображають світло. Це відображення також видно на значній відстані. У фатальну ніч «Титанік» опинився в ситуації, коли через безвітря та маслянисто-гладку водну поверхню смуга білої піни біля краю айсберга була відсутня. З іншого боку, незважаючи на відсутність Місяця, зірки сяяли дуже яскраво, і було досить світло, тому можна було очікувати, що світло, відбите від кристалів льоду, вчасно приверне до себе увагу і дасть знати про загрозу. З цих міркувань як капітан Сміт, так і другий помічник Лайтоллер не вважали становище настільки небезпечним, щоб вживати особливих заходів, зокрема зниження швидкості.
Увечері 14 квітня «Титанік» проходив кордон двох морських течій — теплого Гольфстриму та холодної Лабрадорської. В умовах штилю повітряні маси не перемішуються, тому нагріте Гольфстрімом повітря піднялося над шаром більш щільного і холодного повітря, утворивши своєрідну «кришку», виникла температурна інверсія. Це явище призводить до того, що світлові промені, проходячи через атмосферу вздовж поверхні води, заломлюються і з'являється уявне зображення об'єктів (міраж), що знаходяться за горизонтом. На думку ряду експертів, у тому числі дослідника Тіма Молтіна, тієї ночі впередоглядачі могли спостерігати хибний горизонт, що знаходився вище справжнього. Контури айсберга злилися з міражем, через що сам айсберг стало майже не видно здалеку.
За графіком відстань у понад 5800 км «Титанік» мав подолати за тиждень. Щоб прийти в порт призначення вчасно, йому потрібно було йти майже на граничній швидкості. Льодові попередження мали суто рекомендаційний характер, швидкісний режим екіпаж обирав на власний розсуд. До того ж була поширена думка, що плавучі льоди не становлять великої небезпеки. Зіткнення з айсбергами траплялися досить часто, але до катастрофічних наслідків вони не призводили. Найсерйозніша подія за участю айсберга сталася в 1907 році з німецьким пароплавом «Кронпринц Вільгельм». Внаслідок лобового зіткнення з айсбергом судно зазнало серйозного пошкодження носової частини, але, незважаючи на це, змогло завершити плавання. У тому ж році майбутній капітан «Титаніка» Едвард Сміт в інтерв'ю заявив, що не уявляє таку ситуацію, при якій сучасне судно може затонути.

## Хронологія аварії

### Зіткнення з айсбергом

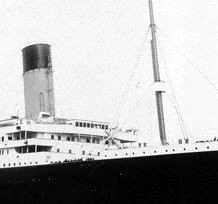
Марсовий майданчик «Титаніка»

Об одинадцятій годині ночі неділі, 14 квітня, більшість пасажирів вирушили спати. На вахту заступив перший помічник капітана Вільям Мердок, замінивши на посту другого помічника Чарльза Лайтоллера. На марсовому майданчику, на висоті 29 м над ватерлінією, чергували двоє впередоглядачів: Фредерік Фліт і Реджинальд Лі. Температура повітря опустилася до -1°С, хвилювання на морі не було. Арчібальд Ґрейсі, один із пасажирів, що вижили, пізніше писав: «…море було як скло, таким гладким, що у ньому виразно відбивались зірки». До теперішнього часу відомо, що відсутність брижів є ознакою знаходження неподалік крижаних полів. Лайнер йшов зі швидкістю 22,5 вузла (41,7 км/год).
Видимість становила близько 6 км, проте в ту ніч не світив Місяць, і у впередоглядачів не було біноклів (існує версія, що ключ від шафки, в якій вони зберігалися, випадково забрав з собою Девід Блер, якого в останню мить зняли з рейсу). Слід зазначити, що використання впередоглядачами біноклів у нічний час тільки ускладнило б завдання виявлення льоду, оскільки збільшувальна оптика сильно обмежує кут огляду. Спокійне море чудово замаскувало айсберг. впередоглядачі були попереджені про льодову небезпеку, їм та іншим членам екіпажу Лайтоллером було наказано виглядати на морі айсберги та крижані уламки особливо ретельно.
О 23:30 Фліт та Лі помітили попереду на горизонті легкий серпанок, але не надали цьому значення. Через 9 хвилин Фліт побачив прямо по курсу приблизно 650 м обриси айсберга. Він тричі вдарив у дзвін, що означає перешкоду по курсу, і зв'язався по телефону з шостим помічником Джеймсом Муді.
|  | Фліт: Є там хтось? Муді: Так, що ти побачив? Фліт: Айсберг по курсу! Муді: Дякую. Оригінальний текст (англ.) [Fleet: Is there anyone there? Moody: Yes, what do you see? Fleet: Iceberg, right ahead! Moody: Thank you. ] Помилка: {{Lang}}: текст вже має курсивний шрифт (допомога) |

.
Муді доповів про айсберг Вільяму Мердоку, той скомандував стерновому Роберту Гіченсу: «Стерно праворуч!» (за термінологією 1912 року команда «Стерно праворуч» означала поворот штурвала максимально ліворуч). Самостійно перевів рукоятки машинних телеграфів у положення «Стоп машина»(можливо, «повний назад»). Трохи згодом, аби корма не зачепила айсберг, він скомандував «Стерно ліворуч!», намагаючись таким чином обійти навколо айсберга. Близько 30 секунд пішло те що, щоб паровий приводний двигун повернув перо стерна. Зупинка гвинтів призвела до зниження кутової швидкості (зменшилася повороткість). Ймовірно, зіткнення можна було б уникнути, продовжуючи рухатись повним ходом.
Тим часом крижана скеля наближалася до лайнера, який продовжував за інерцією рухатися вперед із великою швидкістю. Лише через 25–30 секунд ніс «Титаніка» почав повільно відхилятися вліво. В останню секунду айсберг пройшов форштевень і поволі пройшов уздовж правого борту. Згідно зі свідченнями Фліта, ніс почав повертати відразу після того, як він доповів про айсберг на місток. Отже, вахтові на містку могли помітити перешкоду дещо раніше за впередоглядачів.
«Титаніку» вдалося повернути на 2 румби, цього було достатньо, щоб уникнути лобового зіткнення, але недостатньо, щоб уникнути контакту з айсбергом. О 23:40 правий борт лайнера зачепив підводну частину айсберга. Контакт тривав близько 9 секунд. В результаті «Титанік» отримав кілька великих пробоїн нижче ватерлінії. Внаслідок удару від надводної частини айсберга відкололися великі шматки льоду, які впали на носову міжнадбудовну палубу судна.
На верхніх палубах більшість пасажирів майже нічого не відчули. Стюарди, які готували в обідній залі закуски, звернули увагу на легке побрязкування столових приборів. Багато пасажирів відчули невеликий поштовх і легке тремтіння. Люсі Дафф Ґордон потім згадувала: «Ніби хтось провів гігантським пальцем уздовж борту корабля». Багато хто вважав, що, ймовірно, лайнер втратив лопать гвинта. На нижніх палубах зіткнення було відчутніше: пролунав сильний гуркіт і скрегіт. Мастильник Волтер Герст згадував:
|  | Розбудив тріскіт по правому борту. Ніхто сильно стривожений не був, хоча ми розуміли, що сталося зіткнення. |

Через декілька хвилин лайнер зупинився і ліг у дрейф на Лабрадорській течії, якою був принесений айсберг. Близько півночі через спеціальні клапани почалося стравлювання пари з котлів.

### Пошкодження
У момент зіткнення на корпус лайнера здійснювався тиск 2,5 тонни на см². Сталеві листи обшивки товщиною 2,5 см витримали, а залізні заклепки з мікротріщинами[⇨], які їх скріплювали — ні. У момент удару вони луснули, шви розійшлися; утворивши щілини, через які у перші п'ять відсіків ринула забортна вода.
У результаті зіткнення «Титанік» на рівні приблизно 7 м нижче ватерлінії (3 м вище за кіль) по правому борту в носовій частині отримав кілька пробоїн загальною протяжністю у 91 м. Згідно зі свідченнями Едварда Вайлдінга, головного конструктора верфі «Гарленд енд Вульф», площа пробоїни склала близько 12 квадратних футів (1,1 м²), він дійшов такого висновку, аналізуючи швидкість затоплення носових відсіків у перші 40 хвилин. Він же висловлював припущення, що лайнер отримав кілька різних за розміром, витягнутих уздовж борту пробоїн, якими було пошкоджено загалом 90 м обшивки підводної частини судна. Завдяки сучасному ультразвуковому вивченню уламків лайнера було встановлено, що «Титанік» отримав шість вузьких пробоїн загальною площею 1,2 м². Найбільша пробоїна мала довжину 12 м.
У результаті зіткнення з айсбергом пошкодженими виявилися 5 з 16 водонепроникних відсіків: форпік, три вантажні відсіки та котельня № 6. Незначні пошкодження отримав і шостий відсік, в якому розташовувалася котельня № 5. За розрахунками конструкторів, «Титанік» міг залишатися на плаву при затопленні чотирьох суміжних носових або кормових відсіків. Відсіки трюму лайнера відокремлювалися один від одного перетинками на всю ширину судна. перетинки мали герметичні двері з електроприводом, які могли швидко закритися сигналом з містка. З носових перетинок перші дві у висоту доходили до палуби D, три інші — до палуби E, тобто вище за ватерлінію на 3,4 м. Відсіки не були перекриті зверху, тому за диференту або крену судна вода після наповнення одного відсіку переливалася в наступний.

### Затоплення носових відсіків

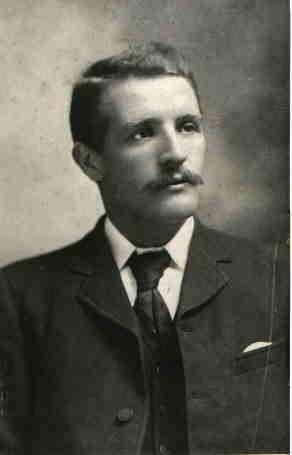
Перший помічник капітана Вільям МакМастер Мердок, який ніс вахту тієї рокової ночі

Вода почала проникати до трюмів «Титаніка» зі швидкістю понад 7 тонн на секунду. Відразу після зіткнення Мердок поворотом важеля в стерновій рубці відключив електромагніти, що утримували клямки герметичних дверей, і останні під дією власної ваги протягом 30 секунд опустилися. Гермодвері являли собою міцні вертикальні стулки, що зачиняються згори вниз. Для тієї частини трюмної команди, яка не встигла залишити нижні відсіки до зачинення дверей (воно супроводжувалося електричним дзвінком), було передбачено аварійні виходи нагору. Через дві хвилини на місток поспіхом вийшов капітан, що відчув зіткнення у своїй каюті. Мердок доповів йому про айсберг. Сміт, Мердок і четвертий помічник Джозеф Боксголл з правого крила капітанського містка швидко оглянули борт судна. Капітан наказав дати лайнеру малий хід і негайно викликати для консультації Томаса Ендрюса, головного конструктора лайнера, що знаходився на борту у складі гарантійної групи корабельні.
Перші постраждалі з'явилися в котельні № 6. У момент зіткнення там пролунав оглушливий гуркіт і скрегіт сталевих листів. Здавалося, що вибухнув весь правий борт, у котельню ринула океанська вода. Тієї ж миті пролунав сигнал тривоги, над герметичними дверима в перетинці, що відокремлювала шосту котельню від п'ятої, загорілося червоне світло, і герметичні двері стали повільно опускатися. Кілька кочегарів з тих, хто не встиг вискочити, вибралися на палубу F аварійним трапом, але їм було наказано повернутися, закрити заслінки і погасити топки котлів. Кочегари взялися за роботу, але через п'ять хвилин опинилися вже до пояса у воді, змішаній з машинним мастилом, і покинули котельню. У котельні № 5 пробоїна простяглася приблизно на 60 сантиметрів від перетинки, що відділяла цей відсік від котельні № 6, що швидко затоплювалася. Рівень води тут вдавалося контролювати за допомогою оперативно встановлених механіками і кочегарами насосів. Через 10 хвилин після зіткнення до люка, що веде до котельні № 6, повернувся кочегар Фредерік Барретт. За його словами, крижана вода заливала розпечене вугілля в топках, вся котельня була оповита парою, через яку нічого не було видно.
Щоб уникнути вибухів котлів при контакті з крижаною водою в п'ятій котельні, необхідно було погасити вогонь у топках і випустити через спеціальні клапани пару. Для цього була потрібна команда з 15–20 кочегарів. Вони заливали вогонь водою, і все приміщення було оповите густою парою. Люди працювали у вологій спеці, обливаючись потом; нарешті, котельня № 5 була виведена з роботи, і частина кочегарів вирушила на човнову палубу. На деякий час герметичні двері між відсіками, що не зазнали ушкоджень, були відкриті вручну. Перші чотири котельні продовжували працювати. Кочегари підтримували тиск пари, необхідний для роботи насосів і вироблення електроенергії.
До носового трюму для встановлення масштабу пошкоджень вирушив 4-й помічник Джозеф Боксголл, проте він спустився лише до палуби F і доповів капітанові, що жодних пошкоджень не виявлено. Креномір у стерновій рубці показував, що «Титанік» лише за кілька хвилин накренився на правий борт на 5°. Сміт знову послав Боксголла вниз оцінити розміри пробоїни. По дорозі той зустрів суднового теслю та співробітника поштового відділення, обидва доповіли йому, що поштове відділення затоплено. На палубі G Боксголл підійшов до люка, що веде до поштового відсіку, і посвітив туди ліхтарем. За півметра від себе він побачив бурхливий потік води, в якому плавали мішки з поштою.
О 23:50 диферент на ніс становив уже 2°, а крен на правий борт 6°. У цей час капітан Сміт та конструктор Томас Ендрюс спустилися на нижні палуби. Щоб не привертати увагу схвильованих пасажирів, вони пройшли трапами, призначеними тільки для команди. Пройшовши лабіринтами коридорів, вони дісталися вже затоплених поштового відділення та корту для гри в сквош. Сміт та Ендрюс виявили, що рівень води у шостій котельні піднявся до позначки 4,3 м, а вантажні відсіки були вже повністю залиті. Вода почала надходити до п'ятої котельні. Було віддано наказ відкачувати воду з допомогою насосів, проте вода прибувала у 10–15 разів швидше, ніж насоси встигали її відкачувати (продуктивність всіх насосів становила 1700 тонн/год чи 0,47 тонн/с). Томас Ендрюс повідомив капітану, що лайнер приречений і може залишатися на плаву щонайбільше півтори години.

### Обстановка на борту (23:30—0:05)

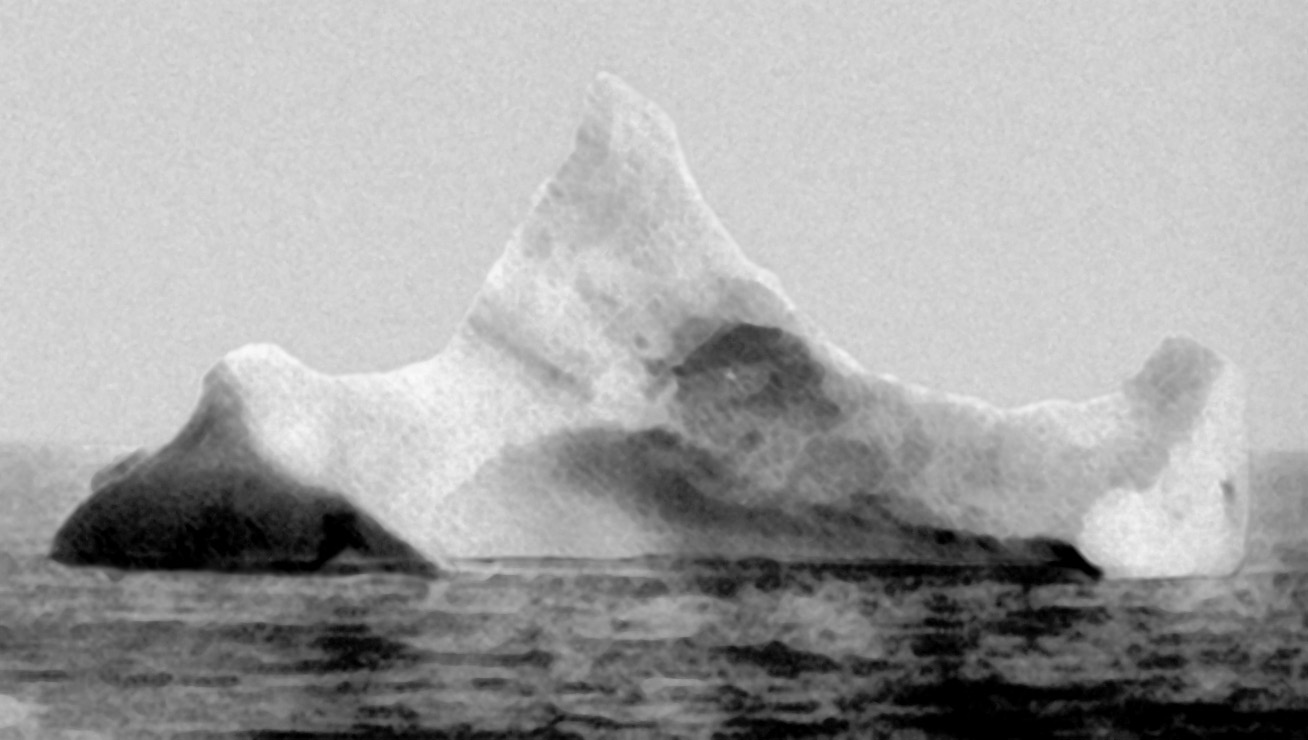
Айсберг, з який, ймовірно, зіткнувся «Титанік». Знімок зроблено вранці 16 квітня головним стюардом судна «Принц Адальберт». Він ще не знав про катастрофу та звернув увагу на сліди червоної фарби на рівні ватерлінії

Близько 23 години холи, ресторани та курильні салони стали пустіти. Оркестр на прощання виконав уривки з опери Жака Оффенбаха «Казки Гофмана». Пасажири поступово розходилися своїми каютами. Оскільки температура за бортом різко впала, на відкритих променадах майже нікого не було. 17-річний Джек Таєр, син віце-президента залізниці штату Пенсільванія Джона Таєра, вийшов на порожню човнову палубу. Пізніше він згадував:
|  | Була ясна ніч, повна зірок. Місяця не було, але я ніколи не бачив, щоб зірки світили так яскраво. Здавалося, вони буквально виступають із небосхилу. Вони виблискували, як діаманти... Це була ніч, коли людина відчуває радість від того, що вона живе. |

Незважаючи на те, що вищеописаний поштовх і скрегіт на верхніх палубах відчувався досить слабо, багато пасажирів прокинулися. Деякі виходили зі своїх кают і розпитували про дивний звук стюардів. Подружжю Бішоп стюард Кроуфорд, розсміявшись, відповів: «Не треба нічого боятися. Ми лише вдарилися об невеликий шматок льоду і пішли далі». У курильному салоні на палубі «А», прямо під човновою палубою, до пізнього вечора розважалась численна кількість пасажирів першого класу, серед яких були військовий помічник президента США Арчібальд Батт, син трамвайного магната Гаррі Вайднер, закупник від універмагу «Ньюгент» Спенсер Сілверторн та інші. Відчувши поштовх, кілька чоловіків вибігли на палубу, але тільки двоє встигли помітити айсберг, що віддаляється. Оскільки «Титанік» продовжував рух, всі повернулися у салон.
Через деякий час лайнер зупинився, що багатьох стривожило. Люди марно намагалися з'ясувати в екіпажу причину зупинки. Елізабет Шют запитала одного з офіцерів: «Щось трапилося? Нам загрожує якась небезпека?», на що він їй відповів: «Наскільки мені відомо, ні», проте вона пізніше розповідала, що виразно чула, як той самий офіцер сказав комусь: «Ще якийсь час ми протримаємося». Деякі пасажири вирішили особисто переконатися, що все гаразд. Вони вийшли на човнову палубу, але нічого особливого там не виявивши, гнані холодом, поверталися назад. Говард Кейс, директор лондонської філії нафтової компанії «Вакуум ойл», весело зауважив: «Схоже, ми пошкодили гвинт. Що ж, буде більше часу для бриджу». У салонах стали збиратися люди і жваво обговорювати подію, хтось із них розповідав, що бачив айсберг заввишки 25–30 м, але це нікого особливо не схвилювало. Хтось із пасажирів пожартував, що айсберг трохи подряпав корпус, і капітан зупинив лайнер, щоб підфарбувати його. Пасажир 2-го класу, що врятувався, вчитель природничих наук Лоренс Бізлі у своїй книзі писав, що вже тоді відчув, ніби «Титанік» мав легкий диферент на ніс. Його підозри посилилися, коли він спускався сходами. Почуття рівноваги підказувало, що східці знаходяться вже не в горизонтальному положенні, а трохи нахилилися вперед, але Бізлі вирішив не ділитись про своє спостереження. Невеликий нахил судна відчули деякі інші пасажири, але вирішили мовчати, щоб даремно не турбувати дам.
На відміну від пасажирів верхніх палуб, пасажири нижніх палуб (в основному 3 клас та члени екіпажу) були стривожені набагато більше. На кухні, на палубі «D», де готувалася їжа для обідніх салонів першого та другого класів, сили поштовху було достатньо, щоб деко зі свіжою випічкою впало з плити на підлогу. Найсильніше удар відчули кочегари, чиї каюти розташовувалися просто над носовими відсіками. Один із них згадував, що всі вони буквально випали з ліжок. Старший кочегар наказав надягати всім рятувальні жилети і підніматися до човнів, але нагорі старпом Генрі Вайлд відправив їх назад. У носову частину палуби Е, де знаходилися каюти екіпажу, спустився судновий тесляр і сказав: «Якби я був на вашому місці, я б забрався звідси. Судно протікає, зал для гри в м'яч уже затоплено». Потім з'явився боцман і оголосив:
|  | Підйом, хлопці… Жити нам залишилося менше півгодини. Так сказав сам містер Ендрюс. Тільки тримайте язика за зубами, нікому ані слова. |

### Підготовка до евакуації (0:05—0:40)

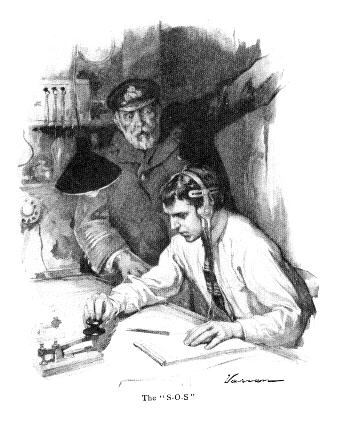
Капітан Сміт наказує радисту передавати сигнал лиха

О 0:05 15 квітня капітан Сміт наказав розчехлити рятувальні човни та поступово збирати пасажирів на човновій палубі. Потім він особисто прийшов у радіорубку та наказав радистам передавати сигнал лиха. При цьому, спочатку ефір були передані неточні координати «Титаніка», похибка становила близько 20 км.
Водночас вода стрімко заливала підпалубні приміщення, і близько півночі вони були повністю залиті водою. Співробітники поштового відділення марно намагалися врятувати 400 000 поштових відправлень, перенісши частину з них на палубу G.
За свистком боцмана на човнову палубу стали повільно групами по двоє, по троє підніматися матроси. Ті, хто підходив, не виявляли жодної поспішності, оскільки більшість з них не усвідомили, в якому критичному становищі знаходиться лайнер. На судні був розклад по тривогах, який регламентував дії та місце знаходження членів екіпажу у надзвичайній ситуації. Згідно з ним кожен матрос був закріплений за певним човном. Цей розклад був вивішений у кількох місцях, проте ніхто його докладно не вивчав. Тому офіцерам тільки ціною великих зусиль вдалося організувати підготовку до евакуації. Матроси розділилися на кілька груп: одні знімали брезент з човнів, інші підносили спорядження: ліхтарі, компаси, жерстяні коробки з галетами, треті віддавали кріплення, кріпили підйомні талі та за допомогою лебідок вивалювали човни за борт.
В умовах, що склались, ненавченому екіпажу потрібно було підготувати до спуску 16 човнів, посадити в них 1 100 чоловік і спустити їх з висоти 21 м. Через недостатню кваліфікацію команди, відсутність чіткого алгоритму дій, сум'яття на палубі, евакуація була організована погано.
О 0:15 старшим стюардам всіх класів було передано наказ капітана подбати про те, щоб пасажири тепло одягнулися та покинули каюти, захопивши рятувальні жилети. І все це зробити так, щоб не створювати паніки та додаткових ускладнень. На «Титаніку» не було системи сповіщення, тому стюарди почали ходити каютами, будити сплячих пасажирів та членів екіпажу і повідомляти їм про необхідність пройти до човнової палуби. Кількість стюардів залежала від класу. Стюарди першого класу обслуговували лише кілька кают, тоді як на одного стюарда другого і третього класів припадала велика кількість пасажирів. Стюарди в першому класі допомагали пасажирам одягатися і проходити на палубу, заспокоювали їх, пояснюючи, що посадка в човни жінок і дітей проводитиметься тільки як запобіжний захід. Особлива увага приділялася самотнім жінкам та жінкам з дітьми. У другому та третьому класі стюарди просто відчиняли двері і наказували одягнути рятувальні жилети під надуманим приводом, або без пояснення причин. Пасажири третього класу були залишені фактично напризволяще. Їм лише повідомили про необхідність піднятися нагору, і ті довго блукали довгими коридорами нижніх палуб, намагаючись знайти вихід.
Щоб уникнути паніки, екіпаж не повідомляв справжніх причин евакуації. О першій годині ночі більшість пасажирів, так чи інакше, дізналися про айсберг, але оскільки значна їх частина практично не відчула зіткнення, воно не сприймалося як фатальне. Ті пасажири, які піднялися на човнову палубу, спокійно спостерігали осторонь за підготовкою човнів до спуску. Ані найменших ознак паніки у цей час не було помічено. Багато пасажирів не стали підніматися на човнову палубу, воліючи залишатися в теплих каютах. Люди не могли повірити, що «Титанік» тоне, і вважали заходи щодо евакуації зайвою формальністю, незважаючи на те, що після опівночі став помітний диферент на ніс. Пасажири Вільям Стед та Альберт Стюарт відкрито критикували дії екіпажу, називаючи підготовку до евакуації дурістю. Подружжя Спенсер у каюті С-78 взагалі відмовилися відчинити двері стюарду. Наказ надіти всім рятувальні жилети також не був сприйнятий всерйоз. Пасажири не бажали надягати громіздкі та незручні жилети, коли на судні зовні все виглядало в повному порядку. Декілька пасажирів третього класу грали крижаними уламками, розкиданими по міжнадбудовній носовій палубі, як у футбол.
Частина пасажирів відмовлялася йти на човнову палубу через оглушливий шум, який створювала пара, що стравлювалась з котлів через клапани на димових трубах. Лоренс Бізлі описував цей звук як «неприємний, приголомшливий гул, було неможливо з кимось розмовляти; здавалося, що 20 локомотивів випускають пару… цей неприємний звук зустрічав нас, коли ми виходили верхню палубу». Шум був настільки сильним, що екіпажу, який готував човни до спуску, доводилося спілкуватися між собою за допомогою жестів.
Капітан Сміт розумів, що навіть при повній завантаженості човнів понад 1 000 людей залишаться на лайнері, що тоне. Ця обставина шокувала його. Він на деякий час втратив рішучість: не закликав до якнайшвидшої евакуації, не організовував роботу команди, віддавав невиразні, суперечливі накази, не слухав помічників та інших членів екіпажу. Капітан не наказав помічникам завантажувати човни якнайбільше, зважаючи на їх недостатню кількість, не стежив за перебігом евакуації і за виконанням своїх наказів.
Багато членів екіпажу тривалий час залишалися непоінформованими про те, що судно тоне. Так, стерновий на кормовому містку Джордж Роу дізнався про наслідки зіткнення лише після початку евакуації. Він зі свого поста зв'язався з містком і запитав, чому повз нього пливуть човни. У третьому класі стався зовсім курйозний випадок: у дверях однієї з кают заїло замок, і їх ніяк не вдавалося відчинити, тому пасажири сусідніх кают їх просто вибили. У цю хвилину з'явився стюард і, вкрай обурений побаченим, пригрозив учасникам злому, що після прибуття до Нью-Йорка всі вони вирушать у в'язницю за псування майна судноплавної компанії.
Приблизно о 0:20, коли стих оглушливий гул пари, що стравлювалася, почалася посадка перших пасажирів у човни, проте капітан сам не віддавав наказу про це. Його запитав другий помічник Лайтоллер, надриваючи голос через шум на палубі: «Чи не краще починати саджати жінок і дітей у човни, пане?» У відповідь Сміт тільки кивнув. Він наказав Лайтоллеру керувати ходом евакуації з лівого борту, а Мердоку — з правого. Капітаном було наказано відразу спускати човен, як вона буде заповнена жінками і дітьми. Мердок і Лайтоллер по-різному інтерпретували цей наказ: Лайтоллер сприйняв його буквально, він дозволяв сідати в човни лише жінкам та дітям і спускав човни напівпорожніми. Мердок же садив жінок і дітей насамперед і, якщо залишалися місця, то дозволяв сідати в човни і чоловікам. Ніхто з них не знав, скільки людей може витримати човна, тому в них не садили максимальну кількість людей. Якби човни спускалися заповненими повністю, то врятувалися б ще щонайменше 500 чоловік. Аби не почалася паніка, о 0:25 капітан наказав оркестру покинути салон першого класу і переміститися на човнову палубу. Музиканти (скрипалі та віолончелісти) вийшли на правий борт біля носових кільблоків і стали виконувати там різні вальси, класичні твори та реґтайми.
Спочатку посадка пасажирів у човни йшла дуже повільно. Більшість пасажирів не бажали залишати лайнер, і екіпажу доводилося довго їх умовляти. Мільйонер Джон Джейкоб Астор заявив: «Ми тут у більшій безпеці, ніж на цьому човнику». Багато хто навідріз відмовлявся сідати в човен. Глава компанії «Вайт Стар Лайн» Джозеф Брюс Ісмей, розуміючи крайню необхідність евакуації, ходив уздовж правого борту і закликав пасажирів негайно займати місця в човнах. Кілька жінок і чоловіків вдалося переконати покинути судно, і човен № 7 було спущено першою о 0:45. О 0:40 за наказом капітана із верхньої палуби почали пускати білі сигнальні ракети.
Протягом 45 хвилин після зіткнення з айсбергом усередину судна проникло близько 14 000 т океанської води. «Титанік» йшов під воду з диферентом на ніс. Через годину він становив 4,5°, протягом другої години зростання диференту зменшилось, через що більшість пасажирів були впевнені, що лайнер залишиться на плаву. Відразу після зіткнення з айсбергом «Титанік» нахилився на правий борт, але коли вода рівномірно розподілилася в затоплених відсіках, судно вирівнялося. На палубі Е з лівого борту вздовж усього лайнера йшов довгий коридор. Затоплення цього коридору викликало крен на лівий борт та прискорило затоплення непошкоджених відсіків.

### Початок евакуації (0:40—1:20)

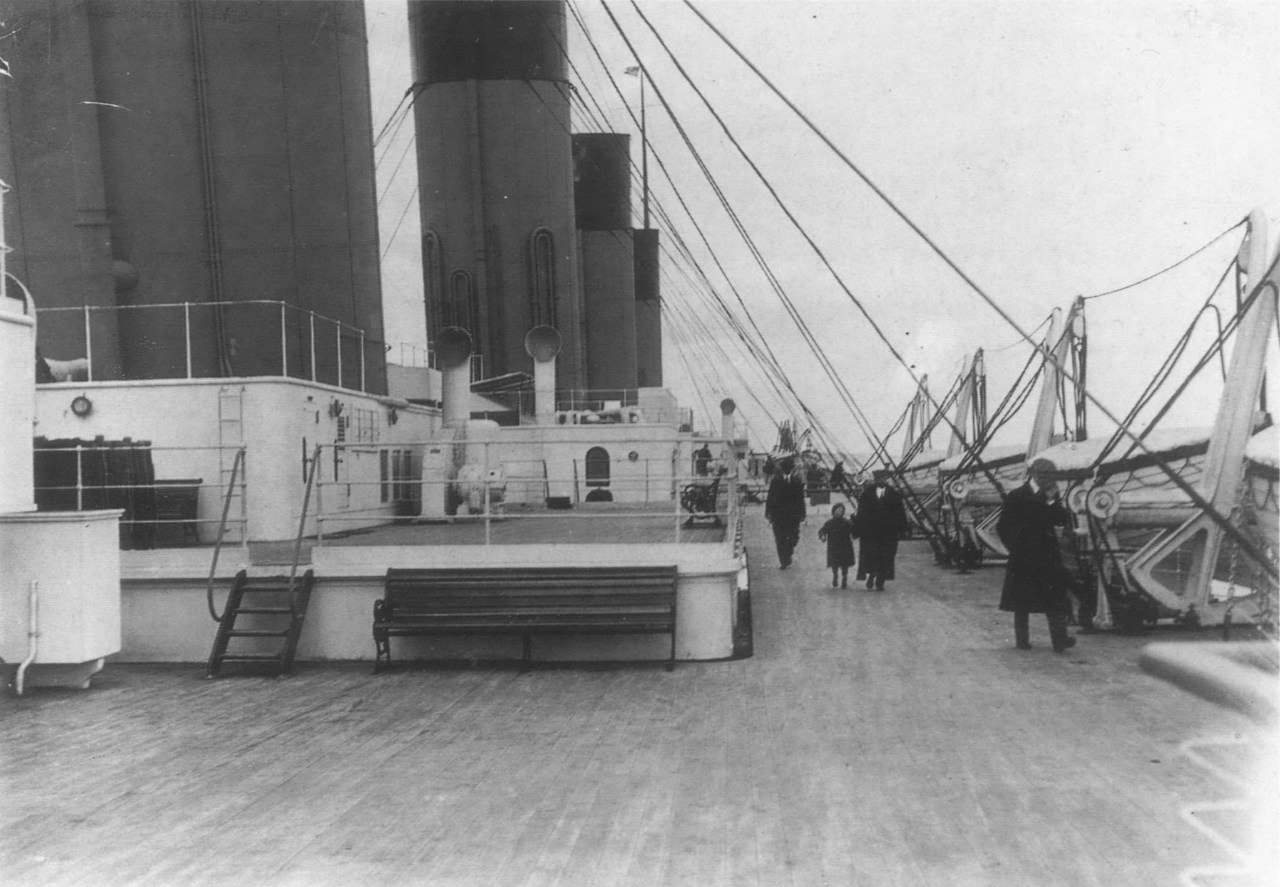
човнова палуба «Титаніка»

О 0:45 від правого борту на воду було спущено першого човна (№ 7). У ньому було зайнято 28 місць (з 65). Слідом за ним з інтервалом у кілька хвилин було спущено човни № 5, 3 та 8. О 1:10 від лівого борту було спущено човен № 6. У ньому було зайнято також лише 28 місць, у цьому човні врятувалася Марґарет Браун. У перших дев'яти човнах, спущених із «Титаніка», залишалася велика кількість вільних місць. Човен № 5 було спущено на воду з 29 вільними місцями, човен № 3 з 33, човен № 8 з 37, човен № 1 з 28. Чарльз Лайтоллер, який керував спуском човнів з лівого борту, пізніше пояснив це тим, що він розраховував, що після спуску на воду в човни підсядуть жінки та діти з нижніх палуб, але вхідні порти в бортах судна ніхто не відкрив, а люди в човнах прагнули якомога швидше відгрібти від тонучого судна, побоюючись виникнення великого виру навколо нього. Частина пасажирів сідала в човни з палуб A і B, пролазячи через вікна чи огородження.
На човновій палубі з лівого борту не вистачало матросів, тому Лайтоллер звернувся по допомогу до добровольців. Канадський бізнесмен Артур Ґодфрі зголосився допомогти одним із перших. Він допомагав закріплювати та спускати човни на воду. Ґодфрі був єдиним чоловіком, якому Лайтоллер добровільно дозволив сісти у човен. Багато матросів, які повинні були працювати із човнами, відправили вниз, щоб відкрити ворота, що ведуть на човнову палубу, і порти з лівого борту, щоб жінки та діти з третього класу змогли сісти в човни. Однак багатьох із них більше ніхто не бачив. Ймовірно, в носовій частині судна їх накрила вода, що несподівано линула, і всі вони загинули.
Перші півгодини після початку евакуації на борту зберігався відносний спокій. Про те, що конструктор Томас Ендрюс дав «Титаніку» не більше півтора-двох годин, знали тільки капітан Сміт та голова «Вайт Стар Лайн» Ісмей. Серед команди та пасажирів поширювалося висловлювання одного з офіцерів, що «Титанік» ще протримається на плаву вісім-дев'ять годин, а до цього часу до нього на допомогу встигнуть прийти кілька суден, викликаних бездротовим телеграфом.
Коридором Скотленд Роуд на палубі «Е» з носа на корму переходили натовпи чоловіків із третього класу, чиї каюти були вже затоплені. Проте більшість із них не усвідомлювало смертельної небезпеки, що загрожувала їм. У результаті біля парадних сходів, що ведуть з палуби Е нагору, зібрався великий натовп пасажирів третього класу. Тільки о 0:30 стюардам було наказано виводити жінок та дітей на човнову палубу. Стюардам, які відповідали за окремі секції третього класу, вдалося зібрати частину з них, але більшість жінок відмовлялися йти без чоловіків. Оскільки стюарди, побоюючись паніки, нікому не повідомляли, що судно зазнає лиха, їм ледве вдалось переконати невелику групу жінок надіти рятувальні жилети і вирушити нагору, на човнову палубу. Оскільки в лабіринті коридорів, сходів та переходів вони могли заблукати, старший стюард третього класу наказав виводити жінок групами.
На вимогу стюардів пасажири переважно одягали теплі речі. Перший клас перед виходом на човнову палубу вдягнувся в светри, твідові костюми, оксамитові жакети, мохерові жилети, пальто, шуби, капелюхи. Пасажири другого класу не мали такого великого гардеробу: люди одягали прості пальта, штани та спідниці, немовлят кутали в ковдри. У пасажирів третього класу часто майже не було іншого одягу, крім того, в якому вони вирушили в плавання. Через те, що ніч видалася дуже холодною, багато хто був змушений кутатися в пледи. Певний зігрівальний ефект мали і рятувальні жилети. Ті, кого евакуація заскочила зненацька, не встигали одягатися як слід. Часто люди обмежувалися тим, що одягали пальто поверх нічних сорочок, піжам та халатів.
Човни з «Титаніка» продовжували спускатися з інтервалом у кілька хвилин. Фарба, якою були пофарбовані лебідки, була свіжа, і, оскільки ними ще не користувалися, канати прилипали до блоків. Човни йшли вниз ривками. Спочатку різко опускалася носова частина, потім корма. Місіс Воррен пізніше говорила, що в ту хвилину вона була впевнена, що випаде з човна. Томас Ендрюс ходив човновою палубою і закликав жінок, які все ще вагалися, спуститися в човни. «Пані, — казав він, — ви повинні негайно сісти. Не можна втрачати жодної хвилини. Не будьте вибагливими у виборі човнів. Не роздумуйте! Сідайте, сідайте!»
З самого початку евакуації на борту відбувалися нещасні випадки: літня француженка впала в щілину між човном № 10 і бортом судна, на щастя, двоє чоловіків на палубі «А» встигли її підхопити, і з другої спроби їй вдалося сісти в човен. Пасажирка першого класу Енні Штенгель отримала перелом кількох ребер, вже перебуваючи в човні, коли один із пасажирів, що страждав надмірною вагою, і його брат стрибнули в той самий човен і придавили її. Одному зі стюардів дивом вдалося уникнути смерті, коли дерев'яна стінка між каютами третього класу на палубі «Е» впала, і він опинився до пояса у воді. Багатьом пасажирам третього класу на палубах «G», «F» та «E» доводилося пробиратися вгору через потоки крижаної води.
Тим часом, екіпаж у трюмі під керівництвом головного механіка Джозефа Белла продовжував боротися з водою. Члени трюмної команди встановили в носові відсіки додаткові насоси та продовжували відкачувати воду. Інженери, котельники та машиністи випускали пару з котлів у четвертій котельні, щоб уникнути вибуху під час затоплення. У перших трьох котельних робота не припинялася, пара підтримувала роботу генераторів, завдяки чому забезпечувалося безперебійне електропостачання судна. Близько 0:45 герметичні двері між п'ятою і затопленою шостою котельнею не витримали тиску і зламались. У результаті в п'яту котельню ринув потужний потік океанської води, внаслідок чого загинуло двоє механіків. Один із них, Джонатан Шеферд, під час проведення аварійних робіт незадовго до цього впав у технологічний лаз міждонного простору та зламав ногу. Кочегари витягли його і посадили в кутку котельні, проте під час затоплення підняти його нагору не встигли.

### Легка паніка (1:20—1:40)

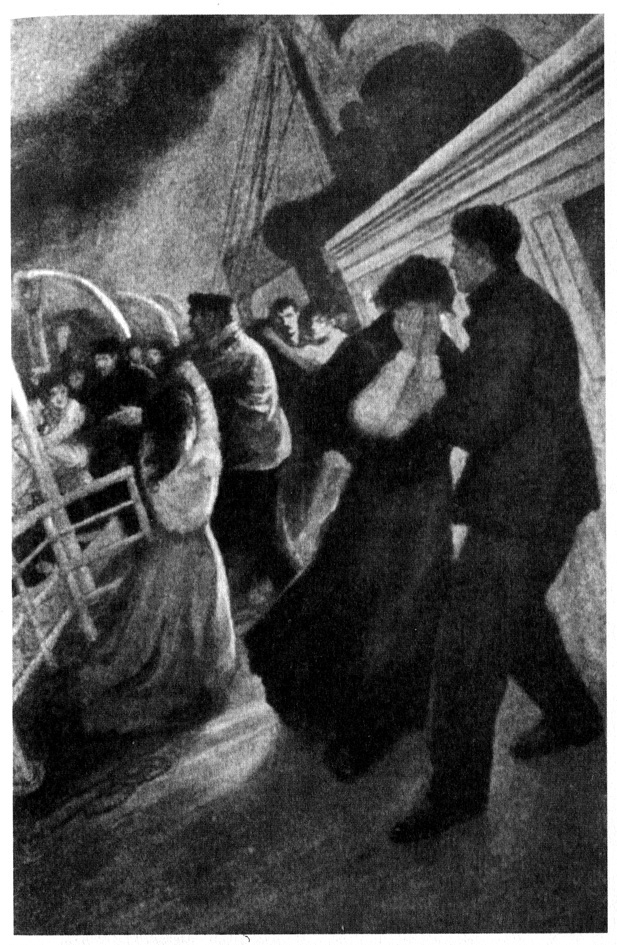
«Сумна розлука» — ілюстрація 1912 року

О 1:20 вода вже почала затоплювати півбак, лише тоді більшість пасажирів зрозуміли, що «Титанік» приречений і найближчим часом неминуче потоне. У човни почали сідати жінки, які ще недавно відмовлялися чи вагалися. Одних проводжали чоловіки, про інших піклувалися друзі або знайомі, з якими вони провели разом чотири дні плавання. Евакуація пішла швидше. У човни, як і раніше, садили насамперед жінок і дітей. Їхні чоловіки та батьки були змушені залишатися на човновій палубі. Місіс Шарлотту Коллір двом матросам довелося буквально відірвати від чоловіка, щоб перевести в човен. Селіні Ясбек тільки у човні виявила, що чоловіка немає поряд. Матроси вже почали спускати човен, а жінка у розпачі кричала, намагаючись з усіх сил вирватися і повернутися на палубу. Проте ще залишалися пасажири, які продовжували сподіватися на благополучний результат: Люсьєн Сміт сказав своїй дружині: «Усаджувати жінок і дітей — це лише формальність. Цей корабель обладнаний ґрунтовно, всі будуть врятовані». Чоловік Шарлотти Коллір, саджаючи її в човен, сказав: «Іди, Лотті! Заради бога, йди сміливіше! Я сяду в інший човен!».
З'явилися перші ознаки паніки: люди почали перебігати з одного борту на інший у пошуках вільного човна, дехто намагався застрибнути з палуби до човнів під час їх спуску. У човен № 14 проник чоловік, одягнувши на голову шаль, щоб його прийняли за жінку, ще кілька пасажирів спробували застрибнути в нього, коли той спускали з 40 людьми на борту. П'ятий помічник Гарольд Лоу, призначений старшим у цьому човні, був змушений зробити три попереджувальні постріли в повітря для утихомирення натовпу.
О 1:30 диферент на ніс становив більше 5°, а через крен у 9° на лівий борт між човнами на лівому борту та корпусом лайнера утворилася метрова щілина. Дітям було неможливо подолати цю відстань, тому їх доводилося просто перекидати у човни.
Біля основних виходів на човнову палубу було розставлено стюардів та матросів, які стежили за тим, щоб першими пройшли жінки та діти. Але з часом зростало гнітюче почуття небезпеки, посилювалася нервозність, і з боку чоловіків почастішали спроби проникнути на човнову палубу.
Деякі пасажири, розуміючи, що човнів не вистачить на всіх, не намагалися врятуватися. Іда Штраус, дружина мільйонера, співвласника мережі універмагів Macy's Ісидора Штрауса, відмовилася сідати в човен без чоловіка, заявивши: «Ми багато років прожили разом, тепер куди ти — туди і я». Іда Штраус поступилася своїм місцем у човні покоївці. Пара влаштувалася на шезлонгах на заскленому променаді палуби «А» і стала чекати там своєї долі. Залишити свого чоловіка відмовилася і місіс Еллісон, незважаючи на вмовляння Лайтолера. Бенджамін Ґуґенгайм вийшов на палубу в циліндрі та фраку і заявив, що хоче померти, як належить справжньому джентльмену. Деякі пасажири зібралися в їдальні 3 класу на молитву.
Щоб відстежувати швидкість затоплення лайнера, офіцер Лайтоллер після спуску чергового човна підбігав до аварійного трапу, що веде зі човнової палуби на палубу «C», за рівнем води в ньому він розраховував приблизно час, який «Титанік» ще міг залишатися на плаву. Пізніше він згадував:
|  | Вигляд холодної зеленуватої води, що жахаючи повзла сходами вгору, врізався в пам'ять. Вода повільно піднімалася і одну за одною покривала електричні лампочки, які ще якийсь час моторошно й неприродно світилися під водою. |

Четверо з п'яти людей, що врятувалися, були пасажирами першого і другого класів. Найближчими до човнової палуби були пасажири першого класу, каюти яких розташовувалися переважно на верхніх палубах, тому серед них велика частка врятованих (62 %). Більшість пасажирів третього класу не змогла вибратися з лабіринту коридорів нижніх палуб. У деяких місцях екіпаж «Титаніка» не давав пасажирам третього класу проходу нагору, оскільки не був поінформований про серйозність становища. Багато хто з третього класу зобов'язаний своїм життям стюарду Джону Едварду Гарту, який тричі спускався на нижні палуби і групами виводив їх нагору. Ізолювання третього класу від інших передбачалося законом про еміграцію США з метою запобігання можливому поширенню інфекційних захворювань. Пасажири перших двох класів сходили з лайнера на причал Мангеттена, а пасажирам третього класу було дозволено висаджуватися тільки на острів Елліс, де вони проходили обов'язковий санітарний контроль.
Відомо, що жінкам із кают третього класу здебільшого не перешкоджали вийти на човнову палубу, навпаки, їх усіляко закликали до цього, але не завжди ці заклики знаходили позитивний відгук. Багато жінок, які розміщувалися на кормі, спочатку взагалі відмовлялися залишати свої каюти. Частина пасажирів третього класу добиралася до човнової палуби в обхід бар'єрів, що захищали їх від інших: по стрілах вантажопідйомних кранів на кормі, по такелажах, перелазячи через леєри, люди пробиралися до трапів і палуб першого і другого класів, звідки безперешкодно можна було потрапити до човнів.

### Найближчі судна

Найближчі до тонучого «Титаніка» судна з вказанням приблизної відстані (в км)

За наказом капітана о 0:14 радисти почали передавати сигнал лиха CQD, який продовжував використовуватись на радіообладнанні компанії «Марконі К°» після прийняття в 1906 році єдиного радіосигналу лиха SOS. Найближчими до тонучого «Титаніка» виявилися три судна: «Каліфорнієн» за 32 км, «Маунт Темпл» за 80 км і «Карпатія» за 93 км.
О 23:30 після 15 години напруженої роботи єдиний радист «Каліфорнієна» Сіріл Еванс вимкнув радіостанцію і ліг спати. За трагічним збігом обставин це сталося лише за 10 хвилин до зіткнення «Титаніка» з айсбергом та за 40 хвилин до початку передачі сигналу лиха. Оскільки Еванс не мав змінника, єдине судно, яке могло прийти на допомогу, поки «Титанік» ще тримався на плаву, не відповідало на сигнали лиха.
О 0:19 з канадського пароплава «Маунт Темпл» прийшло підтвердження про прийом радіограми, судно вирушило до «Титаніка», проте через велике скупчення айсбергів і широке крижане поле йшло на невеликій швидкості і прибуло до місця аварії тільки близько 4 ранку. О 0:30 на «Титанік» надійшла відповідь із «Карпатії». Радист передав, що «Карпатія» йде на допомогу, розвинувши граничну швидкість. Після отримання відповіді з «Карпатії» радист Гарольд Брайд запропонував своєму колезі Джеку Філліпсу замість звичного сигналу лиха подати новий SOS. О 0:45 «Титанік» почав передавати в ефір SOS.
«Карпатія» була невеликим пасажирським пароплавом, її максимальна швидкість становила лише 14 вузлів. Вона 11 квітня вирушила з Нью-Йорка до Трієста, з проміжними зупинками в Генуї та Неаполі. На її борту порожніла майже половина кают. Відразу після отримання сигналу лиха з «Титаніка» капітан Артур Рострон наказав змінити курс і йти до тонучого судна. Щоб розвинути якомога більшу швидкість, до обслуговування котлів викликали підвахтових кочегарів (вільна зміна), на «Карпатії» було вимкнено опалення та гарячу воду. Завдяки цьому лайнер розвинув рекордну для себе швидкість 17,5 вузлів. Капітан Рострон зібрав весь екіпаж і наказав готувати судно до прийому понад 2000 людей. Першому помічнику капітан наказав підготувати до спуску рятувальні човни, відкрити всі вхідні порти в бортах судна та підвести до них світло, завести додаткові талі, підготувати лебідки для підняття на борт поранених та хворих та парусинові стропи для прийому дітей; зі всіх вхідних портів спустити забортні трапи та приготувати вантажні сітки для підйому людей. Судновому лікарю наказано було підготувати всі засоби для надання першої допомоги, всі обідні салони переобладнати на медпункти. Стюардам належало зібрати разом усіх пасажирів третього класу, щоб звільнити якнайбільше ліжок для розміщення пасажирів третього класу «Титаніка». Інших постраждалих у разі потреби передбачалося розмістити у курильному салоні, холі та бібліотеці.
З містка «Титаніка» було видно вогні «Каліфорнієна», який не реагував на сигнал лиха, тому капітан наказав пускати сигнальні ракети білого кольору через кожні п'ять хвилин. Усі вісім ракет, випущені четвертим помічником Боксголлом, бачили на містку «Каліфорнієна», проте вахтові вважали, що якесь вантажне судно без телеграфу інформує про те, що воно зупинилося через велике скупчення айсбергів. Також екіпаж «Титаніка» намагався встановити зв'язок за допомогою лампи Морзе, але на «Каліфорнієні» їх прийняли за звичайне мерехтіння вогнів судна вдалині.
Радистам «Титаніка» вдалося встановити зв'язок із багатьма суднами та передати сигнал лиха. 7 суден змінили курс та вирушили до місця лиха. Нижче представлені деякі радіограми, які заповнили радіоефір у ніч на 15 квітня.

| \| Час \| Судно \| Судноплавна компанія \| Текст повідомлення \| Коментар \| \| ---- \| ------------------------------------ \| ----------------------------------------- \| ------------------------------------------------------------------------------------------------------------------------------ \| --------------------------------------------------------------------------------------------------------------- \| \| 0:14 \| «Титанік» \| «Уайт Стар Лайн» \| CQD CQD CQD CQD CQD CQD DE MGY MGY MGY MGY MGY MGY 41,46 норд 50,24 вест \| \| \| 0:18 \| «Франкфурт» \| «Норддойче Ллойд[en]» \| ОК. Залишайтесь на зв'язку[172]. \| \| \| 0:19 \| «Маунт Темпл» \| «Кенейдіен Пасифік Лайн»[en]» \| Вас зрозуміли. \| \| \| 0:19 \| «Вірджинієн» \| «Аллан Лайн» \| Поспішаємо на допомогу. \| \| \| 0:19 \| Радіостанція мису Рейс \| \| Сигнал отримано і передано далі на материк[36] \| \| \| 0:24 \| «Карпатія» \| «Кунард Лайн» \| Доброго ранку, старий. Чи знаєш ти, що на мисі Код для тебя є повідомлення? \| Радист «Карпатії» щойно повернувся в радіорубку і не був в курсі подій \| \| 0:25 \| «Титанік» «Карпатії» \| «Уайт Стар Лайн» \| Негайно йдіть на допомогу. Ми зіткнулись з айсбергом. Це CQD, приятель. Наші координати 41,46 норд, 50,14 вест. \| \| \| 0:25 \| «Карпатія» «Титаніку» \| «Кунард Лайн» \| Передати це капітану? Вам потрібна допомога? \| \| \| 0:25 \| «Титанік» «Карпатії» \| «Уайт Стар Лайн» \| Так, приходьте швидше. \| \| \| 0:27 \| «Титанік» \| «Уайт Стар Лайн» \| Потребуємо негайної допомоги. Зіткнулись з айсбергом. Тонемо в 41,46 норд 50,14 вест. Нічого не чути через гуркіт парових труб \| \| \| 0:30 \| «Карпатія» \| «Кунард Лайн» \| «Карпатія» знаходиться за 58 миль і поспішає на допомогу з усіх сил[173]. \| \| \| 0:33 \| «Титанік» «Франкфурту» \| «Уайт Стар Лайн» \| Ви йдете до нас на допомогу? \| \| \| 0:34 \| «Франкфурт» \| «Норддойче Ллойд» \| Що з вами? \| \| \| 0:34 \| «Титанік» \| «Уайт Стар Лайн» \| 41,46 норд, 50,14 вест. Скажи своєму капітану, щоб якомога швидше йшов до нас на допомогу. Ми в льодах \| \| \| 0:34 \| «Франкфурт» \| «Норддойче Ллойд» \| ОК. Передам \| \| \| 0:45 \| «Титанік» \| «Уайт Стар Лайн» \| SOS SOS SOS CQD CQD MGY \| \| \| 0:50 \| «Титанік» \| «Уайт Стар Лайн» \| CQD Потребую негайної допомоги. 41,46 норд 50,14 вест \| \| \| 0:51 \| «Бірма» \| «Російське Східноазійське товариство[ru]» \| MGY, що з вами трапилось? \| \| \| 0:51 \| «Титанік» «Бірмі» \| «Уайт Стар Лайн» \| Зіткнулись з айсбергом і тонемо; будь ласка, передайте капітану, щоб прямував до нас \| \| \| 0:51 \| «Бірма» «Титаніку» \| «Російське Східноазійське товариство» \| Ми за 100 миль від вас, йдемо на 14 вуз., підійдемо близько 6:30. Наші координати: довг. 40,48 норд, шир. 52,13 вест — SBA \| \| \| 0:51 \| «Титанік» «Бірмі» \| «Уайт Стар Лайн» \| ОК, старий — MGY[174] \| \| \| 0:52 \| «Каронія» «Балтіку» \| «Кунард Лайн» \| SOS MGY CQD в 41,46 норд, 50,14 вест. Потребує негайної допомоги \| \| \| 1:10 \| «Титанік» «Олімпіку» \| «Уайт Стар Лайн» \| Ми зіткнулись з айсбергом. Ми занурюємось носовою часниною. Прийдіть якомога швидше. 41,46 норд, 50,14 вест. \| \| \| 1:10 \| «Титанік» «Олімпіку» \| «Уайт Стар Лайн» \| Капітан просить вас підготувати човни. Які ваші координати? \| \| \| 1:15 \| «Балтік» «Каронії» \| «Уайт Стар Лайн» \| Просимо повідомити «Титаніку», що ми йдемо до нього повним ходом \| \| \| 1:20 \| «Каронія» «Титаніку» \| «Кунард Лайн» \| «Балтік» йде до вас на допомогу \| \| \| 1:20 \| Радіостанція мису Рейс \| \| «Вірджинієн» йде до вас на допомогу, знаходиться на 170 миль північніше \| \| \| 1:25 \| «Олімпік» \| «Уайт Стар Лайн» \| 40,52 норд, 61,18 вест. Чи йдете ви нам назустріч курсом на південь? \| \| \| 1:25 \| «Титанік» «Олімпіку» \| «Уайт Стар Лайн» \| Ми саджаємо жінок в рятувальні човни \| \| \| 1:27 \| «Титанік» всім суднам \| «Уайт Стар Лайн» \| Всім, всім, всім. Ми саджаємо жінок в рятувальні човни[175] \| \| \| 1:30 \| «Титанік» «Олімпіку» \| «Уайт Стар Лайн» \| Пасажири сідають в човни \| \| \| 1:35 \| «Франкфурт» \| «Норддойче Ллойд» \| Чи знаходяться вже поблизу вас інші судна?[176] \| Питання було проігноровано \| \| 1:35 \| «Олімпік» \| «Уайт Стар Лайн» \| Яка у вас погода \| \| \| 1:35 \| «Титанік» \| «Уайт Стар Лайн» \| Ясно та спокійно \| \| \| 1:37 \| «Балтік» \| «Уайт Стар Лайн» \| Поспішаємо до вас \| \| \| 1:40 \| «Олімпік» \| «Уайт Стар Лайн» \| Негайно розпалюю топки всіх котлів \| \| \| 1:45 \| «Титанік» \| «Уайт Стар Лайн» \| Приходьте якомога швидше; машинне відділення затоплене по самі котли[177] \| Цим радист повідомляв, що вже затоплено декілька котельних відсіків. \| \| 1:48 \| «Титанік» \| «Уайт Стар Лайн» \| SOS SOS SOS MGY \| \| \| 1:50 \| «Франкфурт» \| «Норддойче Ллойд» \| Що з вами трапилось? \| \| \| 1:50 \| «Титанік» \| «Уайт Стар Лайн» \| Дурень, слухай і не заважай працювати \| \| \| 1:55 \| Радіостанція мису Рейс «Вірджинієну» \| \| Ми не чуємо «Титанік» вже близько півгодини, можливо, у них вже вимкнулася електрика[178] \| \| \| 2:00 \| «Титанік» \| «Уайт Стар Лайн» \| …тонемо…вода…пасажири… (нрзб) \| Через падіння напруги сигнал став слабким, і радист «Карпатії» зміг розібрати тільки декілька слів \| \| 2:05 \| «Титанік» \| «Уайт Стар Лайн» \| MGY CQD SOS SOS SOS \| \| \| 2:08 \| «Титанік» \| «Уайт Стар Лайн» \| V V[179] \| Радист Філліпс відбив два рази V для тестування відрегульованого ним сигналу в умовах низької мережевої напруги \| \| 2:20 \| «Олімпік» «Вірджинієну» \| «Уайт Стар Лайн» \| Щось чути від MGY? \| \| \| 2:20 \| «Вірджинієн» \| «Аллан Лайн» \| Ні. Пильно стежу, але більше нічого не чую від MGY. Вони не відповідають[180] \| \| |                                      |                                       | | |
| Час | Судно                                | Судноплавна компанія                  | Текст повідомлення | Коментар |
| 0:14 | «Титанік»                            | «Уайт Стар Лайн»                      | CQD CQD CQD CQD CQD CQD DE MGY MGY MGY MGY MGY MGY 41,46 норд 50,24 вест                                                       | |
| 0:18 | «Франкфурт»                          | «Норддойче Ллойд»                     | ОК. Залишайтесь на зв'язку. | |
| 0:19 | «Маунт Темпл»                        | «Кенейдіен Пасифік Лайн»»             | Вас зрозуміли. | |
| 0:19 | «Вірджинієн»                         | «Аллан Лайн»                          | Поспішаємо на допомогу. | |
| 0:19 | Радіостанція мису Рейс               |                                       | Сигнал отримано і передано далі на материк                                                                                     | |
| 0:24 | «Карпатія»                           | «Кунард Лайн»                         | Доброго ранку, старий. Чи знаєш ти, що на мисі Код для тебя є повідомлення?                                                    | Радист «Карпатії» щойно повернувся в радіорубку і не був в курсі подій                                          |
| 0:25 | «Титанік» «Карпатії»                 | «Уайт Стар Лайн»                      | Негайно йдіть на допомогу. Ми зіткнулись з айсбергом. Це CQD, приятель. Наші координати 41,46 норд, 50,14 вест.                | |
| 0:25 | «Карпатія» «Титаніку»                | «Кунард Лайн»                         | Передати це капітану? Вам потрібна допомога?                                                                                   | |
| 0:25 | «Титанік» «Карпатії»                 | «Уайт Стар Лайн»                      | Так, приходьте швидше. | |
| 0:27 | «Титанік»                            | «Уайт Стар Лайн»                      | Потребуємо негайної допомоги. Зіткнулись з айсбергом. Тонемо в 41,46 норд 50,14 вест. Нічого не чути через гуркіт парових труб | |
| 0:30 | «Карпатія»                           | «Кунард Лайн»                         | «Карпатія» знаходиться за 58 миль і поспішає на допомогу з усіх сил.                                                           | |
| 0:33 | «Титанік» «Франкфурту»               | «Уайт Стар Лайн»                      | Ви йдете до нас на допомогу?                                                                                                   | |
| 0:34 | «Франкфурт»                          | «Норддойче Ллойд»                     | Що з вами? | |
| 0:34 | «Титанік»                            | «Уайт Стар Лайн»                      | 41,46 норд, 50,14 вест. Скажи своєму капітану, щоб якомога швидше йшов до нас на допомогу. Ми в льодах                         | |
| 0:34 | «Франкфурт»                          | «Норддойче Ллойд»                     | ОК. Передам | |
| 0:45 | «Титанік»                            | «Уайт Стар Лайн»                      | SOS SOS SOS CQD CQD MGY | |
| 0:50 | «Титанік»                            | «Уайт Стар Лайн»                      | CQD Потребую негайної допомоги. 41,46 норд 50,14 вест                                                                          | |
| 0:51 | «Бірма»                              | «Російське Східноазійське товариство» | MGY, що з вами трапилось? | |
| 0:51 | «Титанік» «Бірмі»                    | «Уайт Стар Лайн»                      | Зіткнулись з айсбергом і тонемо; будь ласка, передайте капітану, щоб прямував до нас                                           | |
| 0:51 | «Бірма» «Титаніку»                   | «Російське Східноазійське товариство» | Ми за 100 миль від вас, йдемо на 14 вуз., підійдемо близько 6:30. Наші координати: довг. 40,48 норд, шир. 52,13 вест — SBA     | |
| 0:51 | «Титанік» «Бірмі»                    | «Уайт Стар Лайн»                      | ОК, старий — MGY | |
| 0:52 | «Каронія» «Балтіку»                  | «Кунард Лайн»                         | SOS MGY CQD в 41,46 норд, 50,14 вест. Потребує негайної допомоги                                                               | |
| 1:10 | «Титанік» «Олімпіку»                 | «Уайт Стар Лайн»                      | Ми зіткнулись з айсбергом. Ми занурюємось носовою часниною. Прийдіть якомога швидше. 41,46 норд, 50,14 вест.                   | |
| 1:10 | «Титанік» «Олімпіку»                 | «Уайт Стар Лайн»                      | Капітан просить вас підготувати човни. Які ваші координати?                                                                    | |
| 1:15 | «Балтік» «Каронії»                   | «Уайт Стар Лайн»                      | Просимо повідомити «Титаніку», що ми йдемо до нього повним ходом                                                               | |
| 1:20 | «Каронія» «Титаніку»                 | «Кунард Лайн»                         | «Балтік» йде до вас на допомогу                                                                                                | |
| 1:20 | Радіостанція мису Рейс               |                                       | «Вірджинієн» йде до вас на допомогу, знаходиться на 170 миль північніше                                                        | |
| 1:25 | «Олімпік»                            | «Уайт Стар Лайн»                      | 40,52 норд, 61,18 вест. Чи йдете ви нам назустріч курсом на південь?                                                           | |
| 1:25 | «Титанік» «Олімпіку»                 | «Уайт Стар Лайн»                      | Ми саджаємо жінок в рятувальні човни                                                                                           | |
| 1:27 | «Титанік» всім суднам                | «Уайт Стар Лайн»                      | Всім, всім, всім. Ми саджаємо жінок в рятувальні човни                                                                         | |
| 1:30 | «Титанік» «Олімпіку»                 | «Уайт Стар Лайн»                      | Пасажири сідають в човни | |
| 1:35 | «Франкфурт»                          | «Норддойче Ллойд»                     | Чи знаходяться вже поблизу вас інші судна?                                                                                     | Питання було проігноровано                                                                                      |
| 1:35 | «Олімпік»                            | «Уайт Стар Лайн»                      | Яка у вас погода | |
| 1:35 | «Титанік»                            | «Уайт Стар Лайн»                      | Ясно та спокійно | |
| 1:37 | «Балтік»                             | «Уайт Стар Лайн»                      | Поспішаємо до вас | |
| 1:40 | «Олімпік»                            | «Уайт Стар Лайн»                      | Негайно розпалюю топки всіх котлів                                                                                             | |
| 1:45 | «Титанік»                            | «Уайт Стар Лайн»                      | Приходьте якомога швидше; машинне відділення затоплене по самі котли                                                           | Цим радист повідомляв, що вже затоплено декілька котельних відсіків.                                            |
| 1:48 | «Титанік»                            | «Уайт Стар Лайн»                      | SOS SOS SOS MGY | |
| 1:50 | «Франкфурт»                          | «Норддойче Ллойд»                     | Що з вами трапилось? | |
| 1:50 | «Титанік»                            | «Уайт Стар Лайн»                      | Дурень, слухай і не заважай працювати                                                                                          | |
| 1:55 | Радіостанція мису Рейс «Вірджинієну» |                                       | Ми не чуємо «Титанік» вже близько півгодини, можливо, у них вже вимкнулася електрика                                           | |
| 2:00 | «Титанік»                            | «Уайт Стар Лайн»                      | …тонемо…вода…пасажири… (нрзб)                                                                                                  | Через падіння напруги сигнал став слабким, і радист «Карпатії» зміг розібрати тільки декілька слів              |
| 2:05 | «Титанік»                            | «Уайт Стар Лайн»                      | MGY CQD SOS SOS SOS | |
| 2:08 | «Титанік»                            | «Уайт Стар Лайн»                      | V V | Радист Філліпс відбив два рази V для тестування відрегульованого ним сигналу в умовах низької мережевої напруги |
| 2:20 | «Олімпік» «Вірджинієну»              | «Уайт Стар Лайн»                      | Щось чути від MGY? | |
| 2:20 | «Вірджинієн»                         | «Аллан Лайн»                          | Ні. Пильно стежу, але більше нічого не чую від MGY. Вони не відповідають                                                       | |

### Спуск останніх човнів (1:35—2:05)

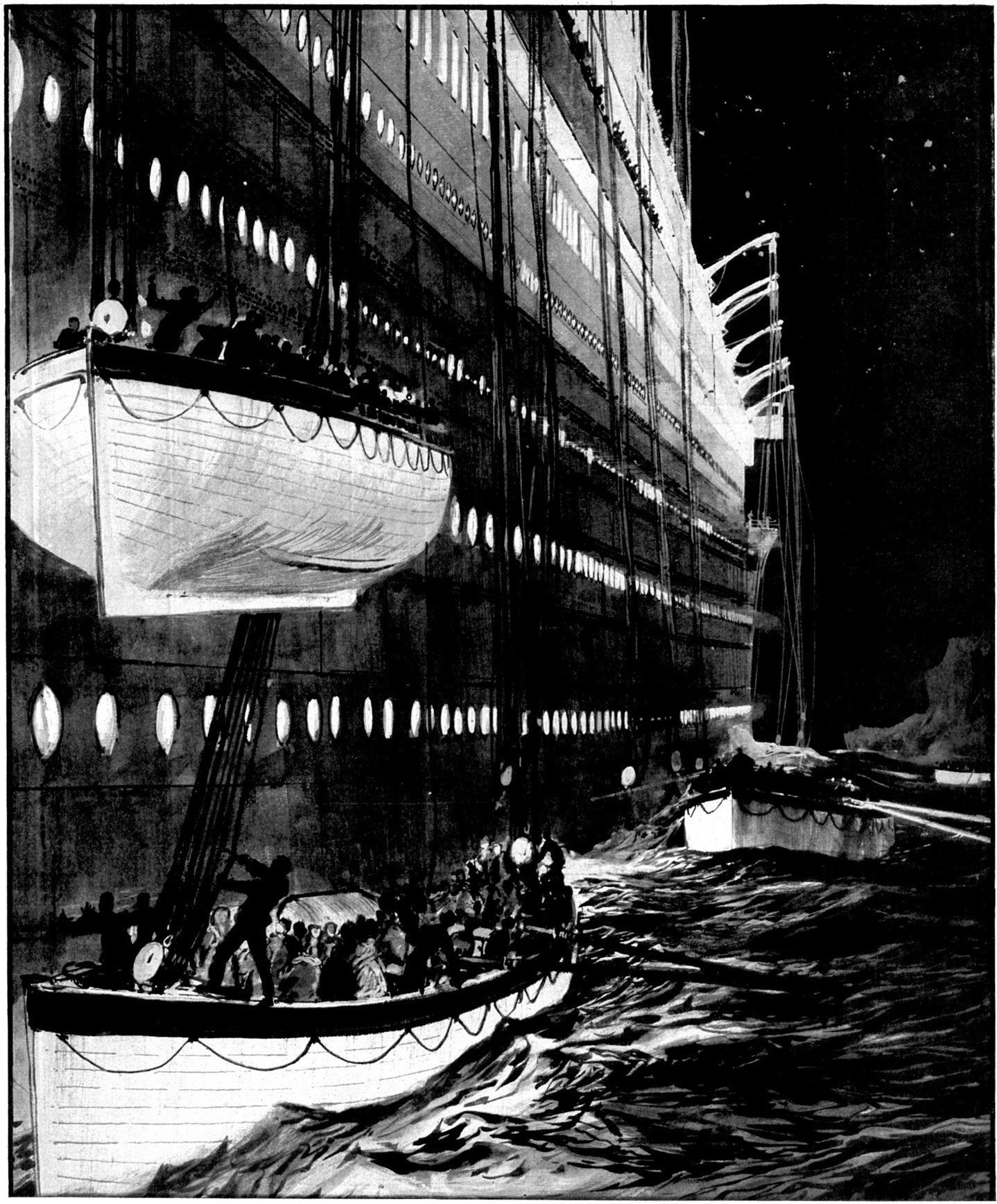
човен № 15 ледве не опустився на човен № 13

О 1:30 диферент судна на ніс швидко збільшувався. Радисти передавали в ефір ситуацію на борту. О 1:25 було передано: «Ми саджаємо жінок у човни», о 1:35: «Затоплюється машинне відділення», о 1:45: «Машинне відділення затоплено до рівня котлів». У цей час на «Титаніку» почалися перебої з електрикою, але, попри це, обидва радисти продовжували працювати.
Останні човни спускалися на воду переважно повністю завантаженими або навіть перевантаженими. Наприклад, у човні № 11, спущеному о 1:35, знаходилося 70 осіб, тобто на 5 осіб більше за розрахунок. Цей човен мало не було затоплено струменем води, що виривався з випускного отвору конденсатора, діаметром трохи менше метра. У човні № 13, спущеному о 1:40, було зайнято всі 65 місць. Його також було підтоплено водою із зливного отвору. Крім того, він довго не міг відплисти від тонучого лайнера через поліспаст, що заклинив. Потоками води його знесло під човен № 15, що саме спускався в цей час. В останній момент вдалося розрубати троси, і човен благополучно відчалив.
Близько 1:40 на борту судна розпочалася паніка. Групи чоловіків як з пасажирів, так і з членів екіпажу масово займали місця в човнах, не чекаючи жінок, і погоджувалися звільнити човни лише під загрозою застосування зброї. Так, човен № 2 спочатку зайняли кочегари, яких Лайтоллер прогнав, погрожуючи револьвером. У деяких чоловіків, коли офіцери відмовляли їм у посадці у човен, починалася істерика.
О 1:40 було спущено складаний човен С, у момент початку спуску човнова палуба в носовій частині спорожніла, оскільки більшість пасажирів перейшли до корми. Цим скористався Джозеф Брюс Ісмей, який перед самим спуском сів у нього. Пізніше він був зацькований газетами, його вчинок було розцінено як боягузтво.
Коли на воду з «Титаніка» спускали вже останні човни, кілька чоловіків, розуміючи, що їхні шанси на порятунок є мізерними, оскільки на борту ще було багато жінок і дітей, передавали пасажирам човнів записки з проханнями зв'язатися з їхніми близькими. Бенджамін Ґуґенгайм у ній просив повідомити свою дружину, що він намагався виконати свій обов'язок до кінця. Джей Яртс передав незнайомій жінці записку, в якій він просив повідомити його сестру з міста Фіндлі, штат Огайо, про свою загибель.
На правому борту палуби поширилася чутка, що на лівому боці в рятувальні човни садять і чоловіків. Хто пустив її, невідомо, адже на лівому борту спуском керував другий помічник капітана Лайтоллер, який, окрім членів екіпажу, які обслуговували човни, чоловіків у них принципово не садив. Однак майже всі чоловіки з правого борту човнової палуби кинулися на лівий, і на правому залишилися лише дві чи три людини.
Стюарди та інші члени команди утворили навколо останніх рятувальних човнів кордон, через який пропускали лише жінок. О 1:45 було спущено човен № 2. Спочатку його зайняли не розмовляючі англійською чоловіки, але Лайтоллер, погрожуючи револьвером, їх висадив. Оскільки з лівого борту в носовій частині човнової палуби не виявилося достатньої кількості жінок та дітей, човен було спущено з 24 зайнятими місцями (із 40). О 1:55 човен № 4 було спущено із 42 зайнятими місцями.
О 2:05 з «Титаніка» було спущено останнього човна — складаний човен D з 25 людьми на борту, ще двоє чоловіків застрибнули в човен, коли той був уже спущений на воду. На борту залишалися складні човни A і B, встановлені на даху офіцерських кают. Перенести їх до шлюпбалок вручну було неможливо. На правому борту члени екіпажу та пасажири приставили до надбудови кілька весел і скотили ними човен А на палубу. Там під нього були заведені шлюпбалки. Човен B спробували просто скинути з даху, але човен перекинувся і впав догори дном. Близько 2:10 вода досягла човнової палуби, під воду почали йти капітанський місток та офіцерські каюти. Потоки води змили з палуби човен В та підтопили човен А, який вже був встановлений на шлюпбалках. Капітан Сміт востаннє обійшов човнову палубу. Він сказав радистам та іншим членам екіпажу припинити роботу та спробувати врятуватися самим. «Тепер кожен сам себе», — повторював він.
Останні свідчення про капітана суперечливі: одні говорили, що він вирушив на місток, який стрімко затоплювався водою, інші нібито бачили капітана плаваючим у воді біля складаного човна В. Стюард Джон Стюарт бачив Томаса Ендрюса близько 1:40 у курильному салоні першого класу. Він стояв без рятувального жилета й задумливо дивився на картину, що висіла над каміном. Радисти залишили радіорубку лише тоді, коли її почало заливати водою. Філіпс попрямував до корми, а Брайд до складаного човна В (йому вдалося врятуватися на перекинутому човні, а Філіпс загинув разом з людьми, що залишилися на борту лайнера).
У цей час багато пасажирів кинулися до корми, яка почала швидко підніматися. Там сповідував отець Томас Байлс. Є свідчення, що люди на борту почали виконувати християнський гімн «Ближче до Тебе, Господи» під акомпанемент суднового оркестру, який грав на човновій палубі весь час, поки тривала евакуація. Багато пасажирів стрибали у воду і намагалися наздогнати човни, що відпливали від тонучого судна, але вдалося це одиницям. Після другої години ночі в кормовій частині судна зібралися сотні людей.

Схематичне зображення човнів на човновій палубі. Біля кожної човни вказано час її спуску на воду і кількість зайнятих на момент спуску місць (цифри можуть бути неточними)

### Останні хвилини до занурення (2:05—2:20)
До 2 години ночі салони, холи, ресторани, каюти та коридори практично спорожніли. Лише частина пасажирів першого класу пішла до курильного салону. Майор Арчібальд Батт, художник Френсіс Міллет, Кларенс Мур та Артур Раєрсон сіли за ломберний стіл, роздали карти та почали грати. Журналіст Вільям Стід, сидячи в кріслі, поринув у читання. Останнім притулком для більшості з понад 800 пасажирів та 600 членів екіпажу, що залишилися на борту, стала палуба кормової надбудови, що була променадом третього класу.
У міру виведення котелень із ладу, скорочувалося вироблення електроенергії. Напруга в мережі падала, і освітлення на лайнері ставало дедалі тьмянішим. Після другої години ночі приміщення та палуби «Титаніка» освітлювались слабким тьмяним світлом.
У цей час диферент став зростати на очах. Швидкість затоплення судна зросла за рахунок вибитих ілюмінаторів, дверей і люків. Це супроводжувалося дедалі більшим гуркотом скла, що б'ється, падаючих меблів, шезлонгів на прогулянкових палубах, тисяч предметів у ресторанах, кухнях і салонах. Людям ледве вдавалося утримуватися на ногах. Нахил палуби ставав дедалі більше, і ті, хто не змогли вчасно вхопитися за надбудови, вентилятори, троси чи релінги, скочувалися вниз, у вируючі навколо «Титаніка» океанські води.
Різке збільшення швидкості затоплення лайнера і збільшення диференту призвели до того, що близько 2:15 корпус «Титаніка» смикнувся і помітно рушив уперед. Це викликало велику хвилю, яка змила людей з носової частини човнової палуби в океан.
За борт разом із перекинутою човном B були змиті помічники капітана Чарльз Лайтоллер, Вільям Мердок та Генрі Вайлд, молодший офіцер радіозв'язку Гарольд Брайд, головний пекар Чарльз Джокін, пасажири першого класу Арчібальд Ґрейсі IV та 17-річний Джек Таєр. Вільям Мердок та Генрі Вайлд загинули.
О 2:15 диферент становив уже близько 20–25°. З води почали підніматися гребні гвинти. Ті, хто залишились на судні, відчули сильне тремтіння корпусу. Багато з тих, хто вижив, описували сильний гуркіт, який могли видавати важкі механізми, що зірвалися зі своїх місць у машинному відділенні. О 2:15 вода, що піднімалась, деформувала вертикальний трубопровід, що підтримував першу димову трубу. Труба обвалилася, миттєво вбивши десятки людей, а до отвору, що утворився, стала заливатись вода, значно збільшуючи швидкість затоплення. О 2:17 світло почало мерехтіти і згодом згасло остаточно.
За весь час затоплення всередину лайнера проникло близько 65 000 т води, таким чином, його водотоннажність збільшилася більш ніж удвічі, з 52 310 т до 117 000 т . У такому стані корпус лайнера знаходився під дією двох протиборчих сил: з одного боку, ніс тягнуло на дно, результуюча сила, що діяла на корму, внаслідок зменшення виштовхувальної сили, була також спрямована вниз. З іншого боку, середня частина лайнера (між другою і третьою трубою), що занурилася під воду, зберігала позитивну плавучість. Виник згинальний момент, що прагнув повернути корму щодо носа. В результаті о 2:18 корпус лайнера розламався в районі третьої димової труби на дві частини. Середній сегмент під час розлому майже повністю зруйнувався. Кормова частина опустилася і прийняла майже горизонтальне положення. Деякий час ніс та корму з'єднувала ділянка подвійного днища. Повністю відвалившись, ніс пішов на дно, а корма, швидко заповнюючись водою, прийняла майже вертикальне положення і на кілька секунд зупинилася, потім, обертаючись навколо своєї осі, стала занурюватися і о 2:20 повністю зникла під водою.

## Агонія (2:20—3:00)

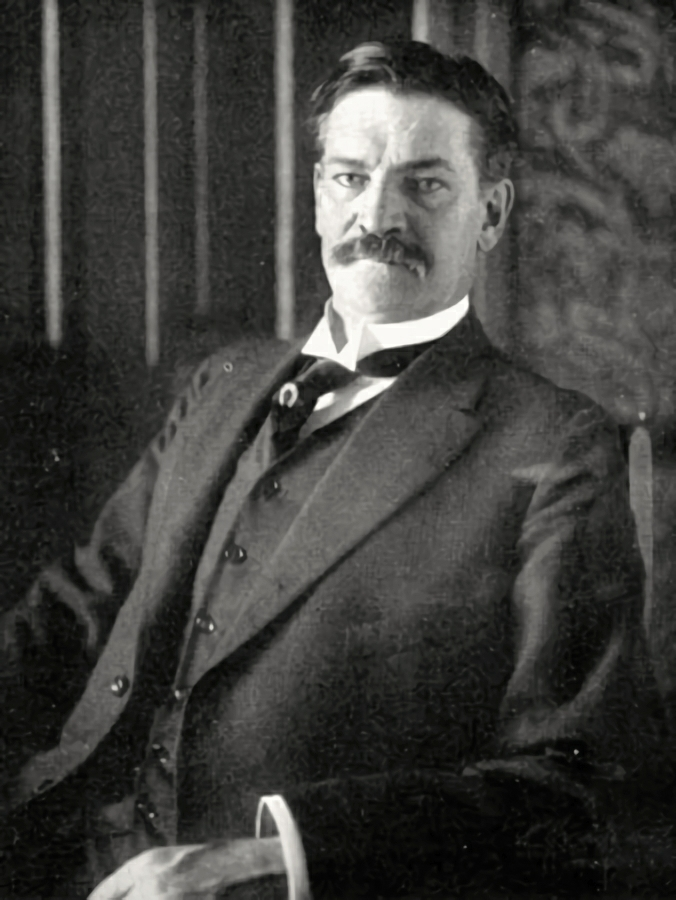
Полковник Арчібальд Ґрейсі IV, що врятувався на складному човні В

Після повного занурення корми під воду на поверхню випливли сотні людей. Вони плавали в крижаній воді серед численних уламків судна: дерев'яних балок, меблів, дверей, шматків оздоблення приміщень і незгорілих гільз від сигнальних ракет. Більшість цих предметів опинилася у воді при розломі корпусу. Багато хто використовував їх як плавзасіб. Судновий пекар Чарльз Джокін незадовго до повного занурення «Титаніка» став скидати у воду стільці і шезлонги, що стояли на палубі, вважаючи, що комусь вони допоможуть утриматися на воді.
Температура океанської води становила -2°С (поріг замерзання). Людина, що знаходилася в ній, помирала від переохолодження в середньому протягом 30 хвилин. Чарльз Лайтоллер так описував свої відчуття: «ніби тисяча ножів встромляються в тіло». Частина людей загинула відразу, як опинилась у воді, від серцевого нападу, спричиненого нервовим потрясінням та навантаженням на серцево-судинну систему. Більшість тих, хто опинився у воді, повільно помирали від сильного переохолодження. Спочатку з'являлося сильне тремтіння, потім йшло зниження серцевого ритму, температури тіла, втрата свідомості і смерть.
Крики помираючих в муках людей були чутні в усіх човнах. Лоренс Бізлі, що знаходився в човні № 13, згадував: «Усі емоції людського страху, розпачу, мук, сильної образи та безрозсудного гніву змішалися… Ніби кожен із них говорив: Як це можливо, що така страшна подія відбувається зі мною? Чому саме я повинен був потрапити до цієї пастки?!». Джек Таєр порівняв крики людей зі стрекотом сарани влітку. Арчібальд Ґрейсі, що сам опинився у воді, писав про це наступне:
|  | Несамовиті крики з понад тисячі вуст, прокляття і стогін, благання переляканих людей, які задихались від страху, що тонуть, ніхто з нас не забуде до кінця своїх днів. Заклики про допомогу і заклики до Бога розносились над чорними водами протягом наступної години, але час минав, і крики ставали все слабшими і слабшими, допоки не змовкли зовсім. |

Багато очевидців заявляли, що несамовиті благання про допомогу замерзаючих людей, що були добре чутні за сотні метрів від місця аварії, були найстрашнішим спогадом про катастрофу. Екіпаж і пасажири неохоче розповідали про них на допитах. Другий помічник Чарльз Лайтоллер через 23 роки після аварії зізнався, що намагався ніколи не згадувати про ті жахливі крики.
Серед тих, хто опинився у воді, вижити вдалося лише небагатьом. За човен B вхопилися близько 30 людей — переважно члени екіпажу — Чарльз Лайтоллер, Гарольд Брайд, головний пекар Чарльз Джокін, кухар Айзек Хірам Мейнард, стюард Сесіл Фіцпатрик, стюард першого класу Томас Артур Вайтлі, стюард третього класу Сід Деніелс, кочегари Вільям Чарльз Лідсей та Волтер Герст, пасажири першого класу Арчібальд Ґрейсі IV та Джек Теєр, пасажири третього класу Альберт Йоган Мосс, Патрік О'Кіф, Віктор Френсіс Сандерленд, Едвард Артур Доркінг. Розуміючи ризик повного затоплення човна, вони стали відштовхувати людей, що плавають у воді, веслом, незважаючи на їх благання про допомогу. У своїй книзі Ґрейсі висловлював захоплення поведінкою тих, хто залишився у воді: «<…>я не чув жодного докору у відповідь на відмову в допомозі. Відмова була зустрінута мужнім вигуком сильної людини: „Добре! Успіху, хлопці, і бережи вас Бог!“». До частково затопленого складаного човна А дісталися 18 людей (зокрема 3 жінки). Його пасажири були змушені сидіти протягом кількох годин до колін у крижаній воді. Незабаром човен накрила хвиля і всі зісковзнули у холодну воду. Пасажири першого класу Томсон Бітті та світська левиця Едіт Корс Еванс, пасажири третього класу Артур О'Кіф, Едвард Лінделл та Елін Герда Лінделл померли від переохолодження. Пасажирка третього класу Рода «Роза» Ебботт разом зі своїми двома синами була змита з палуби, але вона змогла випливти на напівзатоплений пліт, її сини втопилися. Вона була єдиною жінкою, яку витягли із води.
Після того, як корма пішла під воду, до місця аварії повернувся човен № 4, якою командував стерновий Волтер Перкіс. Він був найближче до місця затоплення лайнера і підібрав з води, за різними даними, від 5 до 8 осіб, з них двоє тієї ж ночі померли. В решті човнів після нетривалих суперечок було вирішено не повертатися назад через побоювання, що в паніці люди можуть перекинути човен. Стерновий «Титаніка» Гіченс, який командував човном № 6, у відповідь на пропозицію врятувати хоч когось заявив, що немає сенсу повертатися, оскільки «там лише багато мерців».
Через 15–20 хвилин крики стали поступово замовкати, люди, що тонули, втрачали свідомість і помирали. П'ятий помічник Гарольд Лоу, який командував човном № 14, чекав, поки голоси трохи вщухнуть, перед тим, як повернутись і підібрати ще живих людей. Для цього він зібрав разом 5 човнів та пересадив у них пасажирів свого човна. Потім із сімома матросами та одним добровольцем став гребти у бік місця аварії. Уся операція зайняла близько 40 хвилин. До цього часу в живих залишилось лише кілька людей. Одним із врятованих виявився азіат без свідомості, якого затягнули в човен з плаваючих дверей. Він дуже швидко прийшов до тями і незабаром став допомагати матросам гребти. Загалом команда Лоу витягла з води чотирьох чоловіків, один із яких невдовзі помер. 13 людей було врятовано з човна A і 24 людей з човна B. На поверхні води залишилися плавати сотні задубілих трупів, руки багатьох було зведено судомою і піднято вгору.

## Порятунок на пароплаві «Карпатія»

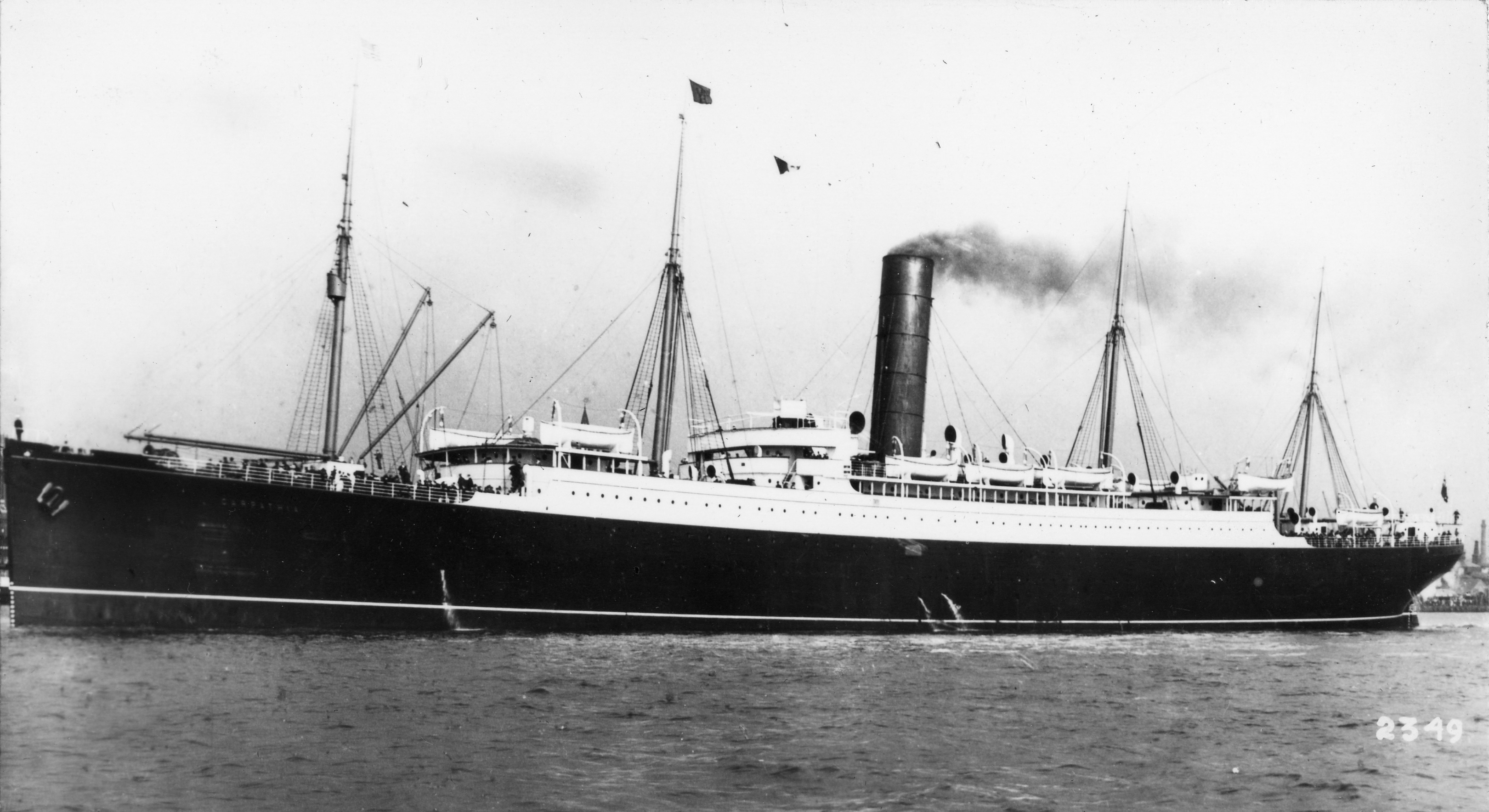
Пароплав «Карпатія»

У човнах практично ніхто не знав, яке саме судно має прийти на місце аварії першим. Деякі члени команди припускали, що між третьою та четвертою годинами на місце лиха прибуде пароплав «Олімпік». Частина людей чекала на допомогу від якихось швидкохідних катерів. Проте сумнівів, що на допомогу вже вранці мають прийти кілька суден, не було ні в кого. На перекинутій складній човні В опинилися разом молодший радист Брайд і другий помічник Лайтоллер. Брайд повідомив, що на допомогу поспішають судна «Балтік», «Карпатія» та «Олімпік». Виходячи з координат «Карпатії», про які згадав Брайд, Лайтоллер приблизно визначив, що вона може прибути ще до світанку. Ця звістка всіх підбадьорила, оскільки човен повільно занурювався під воду і не протримався б і кількох годин. Люди у всіх човнах пильно вдивлялися в горизонт, сподіваючись побачити вогні лайнера. Раз у раз за топові вогні вони приймали яскраві зірки біля лінії горизонту.
Четвертий помічник Джозеф Боксголл узяв із собою в човен № 2 коробку із зеленими фальшфеєрами, які запалював через певні проміжки часу майже до самого світанку. Своєю чергою з «Карпатії» у міру наближення до місця аварії через кожні 15 хвилин почали пускати білі сигнальні ракети. Їх пасажири човнів помітили ще задовго до появи судна.
О 3:30 на горизонті нарешті з'явилися вогні пароплава «Карпатія», який у складній льодовій обстановці йшов до місця аварії на граничній швидкості. Поява судна на горизонті значно підвищила емоційний стан людей у човнах. О четвертій годині ранку понад 30 людей, що дрейфували на перекинутому човні, змогли пересісти в два інші човни. Нечисленні пасажири підтопленого човна А (13–17 чоловіків і одна жінка) також пересіли в інші, залишивши складаний човен дрейфувати з трьома тілами на борту.
Коли зійшло сонце, стало видно, що море усіяне численними крижинами та крижаними уламками, у зоні видимості також знаходилися 20 великих айсбергів заввишки до 60 м та безліч дрібних.
О 4:10 до «Карпатії» підійшов перший човен — № 2. Човни підходили до борту впритул, і пасажири, що ще зберегли сили, піднімалися на палубу С самостійно по мотузковій драбині, знесилених людей піднімали за допомогою легкого підвісного сидіння-альтанки, дітей на борт піднімали в поштових мішках.
Щойно пасажири піднімалися на палубу «Карпатії», їх одразу ж закутували в ковдру та проводжали до їдальні, де пропонували випити гарячу каву, чай та бульйон. Мокрий одяг стюарди відправляли сушити в пекарню, а промерзлих людей укладали в теплу постіль . У міру своїх сил допомогу постраждалим надавали і пасажири «Карпатії», багато хто з яких дізнався про катастрофу лише вранці, коли прокинувся.
Незважаючи на те, що пасажирів та членів екіпажу «Титаніка» на «Карпатії» оточили турботою, більшість з них майже відразу покинули салони і вийшли на відкриті палуби, сподіваючись побачити в наступному човні, що причалив, своїх рідних і близьких. Сталося кілька щасливих зустрічей, але здебільшого надія згасала: дружини ставали вдовами, діти — сиротами.
Слідом за «Карпатією» району місця аварії досяг пароплав «Маунт Темпл». Близько 6:00 прибула «Бірма». О 5:40 капітан «Каліфорнієна», що дрейфував, Стенлі Лорд наказав розбудити радиста, щоб прояснити ситуацію з нічними ракетами. На зв'язок вийшов радист «Маунт Темпла», він повідомив, що вночі з «Титаніка» надійшов сигнал лиха, проте вже тривалий час його радіостанція мовчить, і, ймовірно, лайнер потонув. Підтвердження цього факту прийшли із суден «Франкфурт» «Вірджінієн» та «Карпатія». Капітан Лорд, зробивши розрахунки, наказав йти до місця аварії і одночасно підготувати до спуску всі човни. О 7:20 «Каліфорнієн» прибув на місце, рятувальна операція вже йшла повним ходом. Радист «Карпатії» Гарольд Коттем передав, що пароплав готовий прийняти всіх постраждалих і не потребує чиєїсь допомоги, тому судна «Бірма» та «Маунт Темпль» залишили місце катастрофи, не чекаючи підйому всіх човнів. Після 9:00 капітан Рострон наказав Коттему повідомити решту судів, що «Карпатія» прийняла на борт усіх, хто вижив. Пароплави «Франкфурт», «Олімпік» та «Балтік» лягли на свій попередній курс. «Каліфорнієн» спробував знайти тіла загиблих, але за кілька годин їх віднесло течією. Поблизу майже жодних слідів аварії виявлено не було, і «Каліфорнієн» продовжив свій шлях у Бостон.
На «Карпатії» врятувалися всі 712 людей, які пережили аварію «Титаніка». На борт було піднято 13 із 18 човнів, і о 9:00 «Карпатія» взяла курс на Нью-Йорк. Джозеф Брюс Ісмей, що врятувався, телеграфував звістку про загибель «Титаніка».
|  | З глибоким жалем повідомляю, що «Титанік» цього ранку потонув через зіткнення з айсбергом. Це спричинило великі людські жертви. Подробиці згодом. |

Ще до того, як «Карпатія» залишила місце катастрофи, у її головному салоні відбулася нетривала церковна служба, в якій брали участь люди, як із «Титаніка», так і з «Карпатії», вони піднесли подяку Богові за спасіння живих і згадали молитвою загиблих.
На «Карпатії» пасажирам «Титаніка» було надано можливість безкоштовно надіслати родичам телеграму. Десятки людей побажали скористатися цією послугою, проте радіостанція «Карпатії» не могла у відкритому океані безпосередньо підтримувати зв'язок із берегом, тому надіслати вдалося лише малу частину цих телеграм. На борту складанням списків врятованих з власної ініціативи зайнялися кілька пасажирів «Титаніка» та «Карпатії», зокрема Марґарет Браун. Їй чимало допомогло знання кількох мов, тому вона вільно спілкувалася з пасажирами 3-го класу, багато з яких не розмовляли англійською.
16 квітня, у першій половині дня судновий лікар доктор Макгі, провівши огляд постраждалих, повідомив капітану, що вони перебувають у хорошому фізичному стані, крім двох. Незважаючи на те, що постраждалі кілька годин провели на холоді, і при цьому багато хто був у легкому, а часом і в промоклому одязі, обійшлося без ускладнень, яких так побоювалися лікарі, тобто масових захворювань через переохолодження або серйозних психічних порушень, викликаних пережитим страхом, не спостерігалось.
Коли пасажири «Титаніка» трохи оговталися від шоку, на борту «Карпатії» між ними назрівав серйозний конфлікт. Багато хто з врятованих жінок, що втратили своїх чоловіків, братів і друзів, почали докоряти чоловіків, що врятувалися, за те, що ті залишилися живі. Особливо сильно засуджувалися Брюс Ісмей, подружжя Космо та Люсі Дафф Ґордони. Загальне обурення викликало чутку, що Дафф Ґордонам у напівпорожньому човні вдалося врятувати весь свій багаж, коли понад 1 500 людей загинули на лайнері, що тоне, через брак човнів. Вранці 17 квітня на «Карпатії» поширилася чутка, що капітан та його помічники були попереджені про льодову небезпеку, до цього всі вважали зіткнення з айсбергом фатальною випадковістю. Один з офіцерів був змушений визнати це, і пасажирами, що врятувалися, опанувало обурення.
Шлях назад супроводжувався складними погодними умовами: численні дрейфуючі льоди, тумани, зливи і великі хвилі на морі. Увечері 18 квітня «Карпатія» причалила до пірсу № 34 у Нью-Йорку. У порту «Карпатію» прийшло зустрічати близько 40 000 людей, які дізналися про катастрофу з газет.
|                                        |                                                   |                                                    |                                                                                        |
| Одна зі човнів підходить до «Карпатії» | човен № 1 готується до підйому на борт «Карпатії» | Врятовані пасажири «Титаніка» на палубі «Карпатії» | Всі 13 човнів «Титаніка», що вмістились на палубах «Карпатії», вивантажені в Нью-Йорку |

## Висвітлення в ЗМІ
У ніч на 15 квітня в Нью-Йорку було отримано коротку телеграму з мису Рейс: «З „Титаніка“ передано сигнал CQD, повідомлення про зіткнення з айсбергом та прохання про негайну допомогу». Пізніше було передано: «„Титанік“ тоне з диферентом на ніс і здійснює посадку жінок та дітей у човни».
Наступного ранку новина про подію з «Титаніком» була надрукована на перших шпальтах газет, проте спочатку повідомлялася невірна інформація про наслідки зіткнення лайнера з айсбергом. У газеті «The Evening Sun» було надруковано: «Після зіткнення з айсбергом усі люди з „Титаніка“ врятовані, лайнер відбуксований у Галіфакс». Видання стверджувало, що пасажирів пересадили на пароплав «Карпатія», а екіпаж супроводжує своє судно в Галіфакс у Новій Шотландії. 16 квітня англійська газета «Daily Mail» у заголовку написала: «Титанік потонув, жертв немає». Катастрофа «Титаніка» стала новиною всесвітнього масштабу. Світові видання приділяли їй максимум уваги. Найчастіше репортери використовували будь-які чутки, аби дати хоч якусь інформацію.
Дезінформація і плутанина пояснюється тим, що повідомлення про «Титанік» передавалися по радіо ланцюжком від одного судна до іншого, і до континенту доходили спотворені факти. О 18:16 15 квітня в Нью-Йорку з пароплава «Олімпік» було отримано звістку про катастрофу «Титаніка», трохи пізніше в компанії «Вайт Стар Лайн» підтвердили інформацію про загибель судна . О 21:00 стало відомо, що на борту «Карпатії» перебуває лише близько 700 осіб з «Титаніка», решта 1 500 загинули. Вранці 16 квітня в газеті «The New York Times» були опубліковані перші списки тих врятованих, які надходили з «Карпатії» через «Олімпік». До Великої Британії новина про катастрофу дійшла лише 17 квітня.
| | |                                                                                 |
| Випуск «The Evening Sun» від 15 квітня 1912 року із заголовком «Після загибелі «Титаніка» всі врятовані» | Через відсутність технологій та нестачу часу в одній із газет в статті про загибель «Титаніка» замість фотографії «Карпатії» помістили грубо відредаговане зображення пароплава «Мавританія», з якого прибрали три із чотирьох труб та підписали відповідну назву | Випуск «The New York Times» від 16 квітня 1912 року з першим списком врятованих |

## Реакція

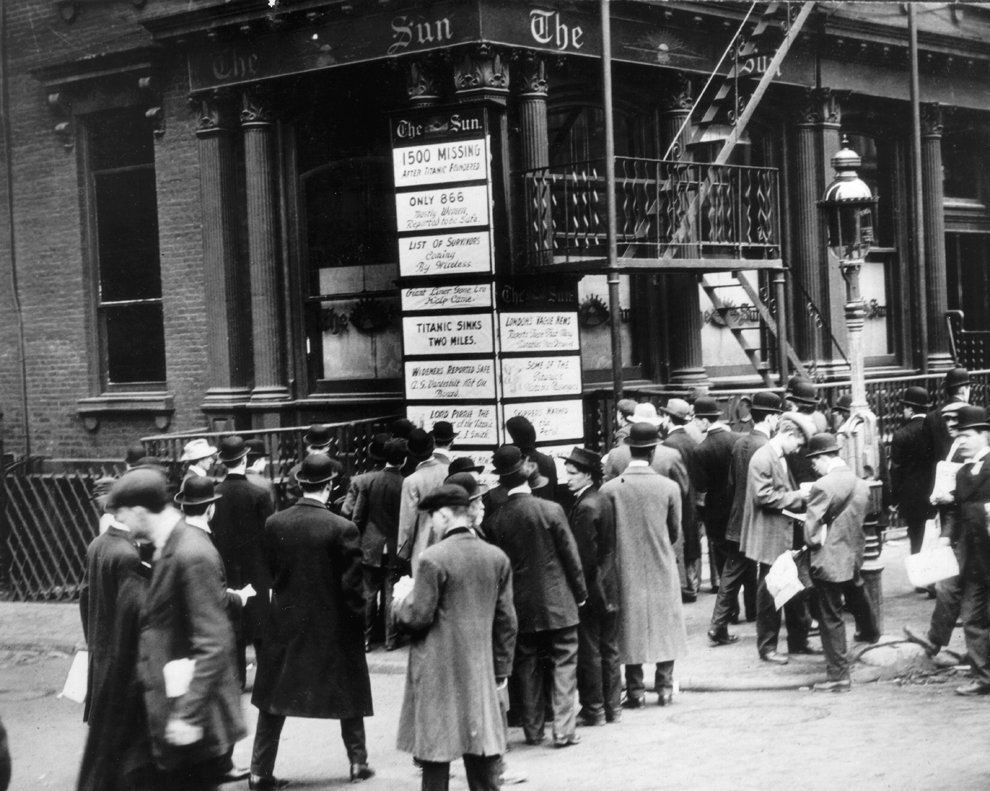
Перехожі вивчають інформацію про кількість врятованих з «Титаніка», вивішену на фасаді будівлі на Бродвеї в Нью-Йорку

З 15 квітня офіси компанії «Вайт Стар Лайн» були взяті в облогу родичами пасажирів і членів екіпажу, які сподівалися дізнатися долю своїх близьких. Першого дня після катастрофи співробітники компанії запевняли, що аварія була несерйозною і «Титанік» у будь-якому випадку залишиться на плаву. Однак, коли надійшла точна інформація з «Карпатії», в компанії змушені були визнати всю катастрофічність становища. До офісу «Вайт Стар Лайн» в Саутгемптоні, звідки родом була велика частина команди «Титаніка», підходили сотні заплаканих дружин та дітей членів екіпажу в надії побачити свого близького в списку врятованих.
Усі об'єкти, безпосередньо чи опосередковано пов'язані з «Титаніком», стали місцями загальної скорботи. На громадських будівлях, портових конторах, суднах, які стояли на якорі у Нью-Йорку, Белфасті, Саутгемптоні, Лондоні були приспущені прапори. У церквах Белфасту не було вільних місць. Все місцеве населення оплакувало загибель судна, яке мало прославити їхнє місто. Люди плакали прямо на вулиці, коли дізнавалися про катастрофу «Титаніка». Робітники корабельні «Гарленд енд Вульф» говорили, що вони певною мірою відчувають свою провину та відповідальність за катастрофу.
Катастрофа викликала широкий суспільний резонанс. Громадськість обурювалася: чому на борту було так мало човнів; як найнадійніший лайнер міг затонути за дві години від зіткнення з айсбергом; чому «Титанік» йшов серед дрейфуючих льодів на граничній швидкості тощо. У газеті «The Times» було опубліковано відкритий лист людей, які вижили в катастрофі, в якому вони вимагали внести зміни до правил морського судноплавства.
У Великій Британії та США почався збір коштів для надання допомоги тим, хто вижив. По обидва боки океану на згадку про загиблих встановлювали пам'ятники: у Нью-Йорку, Вашингтоні, Саутгемптоні, Ліверпулі, Белфасті та Лічфілді

## Пошук та поховання тіл
Для підйому плаваючих на поверхні тіл та уламків «Титаніка» компанія «Вайт Стар Лайн» зафрахтувала чотири судна. Ще до прибуття «Карпатії» до Нью-Йорка, 17 квітня в район місця аварії з канадського Галіфакса вирушило судно-кабелеукладач «Маккей-Беннетт». На його борт було завантажено 103 труни, кілька тонн льоду та засоби для бальзамування тіл, їх супроводжували співробітники похоронних бюро та священники. Через 4 дні «Маккей-Беннет» прибув до місця катастрофи.
Матроси збирали по 5–10 тіл у човен і потім вивантажували їх на борт судна. За словами одного з членів екіпажу, шкіра загиблих була білого кольору, волосся, брови та вії вкриті інеєм. Спотворені трупи затоплювали відразу: зрізали рятувальний жилет, до ніг прикріплювали важкий залізний прут і відпускали. Одяг доставлених на борт загиблих спалювали, особисті речі складали в мішок під відповідним номером, самі тіла ретельно оглядали. Частину з них (переважно 1 клас) укладали в труни, решту тіл поміщали в ящики з льодом або мішки. Через 4 дні пошуків «Маккей-Беннет» по радіотелеграфу повідомив, що на його борту закінчуються труни, бальзамуючі засоби, мішки тощо. Того ж дня на допомогу було відправлено ще один канадський кабелеукладач «Мінія».
Екіпаж «Маккей-Беннетт» за два тижні пошуків виявив і підняв 306 тіл, на його борту швидко закінчилися бальзамуючі речовини. Згідно з санітарними правилами в порт могли бути доставлені лише забальзамовані тіла, тому капітан «Маккей-Беннетта» вирішив поховати багатьох пасажирів 3 класу та членів екіпажу в морі. Крім того, деякі тіла були настільки пошкоджені, що їх впізнання було неможливим. На континент були доставлені в основному пасажири 1 класу, яких визначали за дорогим одягом та особистими речами. Тіла решти зашивали в полотняні мішки, прикріплювали грузило вагою 23 кілограми і по одному скидали в море. Загалом у морі з «Маккей-Беннетта» було поховано 116 осіб, 60 з них не були впізнані.
Судно «Мінія» після тижневих пошуків виявило ще 17 тіл за 80 км від місця загибелі «Титаніка», з них 15 було доставлено на материк. 6 травня на пошуки загиблих «Вайт Стар Лайн» відправила допоміжне судно «Монмані», яке виявило чотири трупи. Робота з пошуку загиблих ускладнювалася тим, що тіла були віднесені Гольфстрімом на північний схід від місця катастрофи у бік великого крижаного поля і розсіяні на велику площу. Останнє зафрахтоване «Вайт Стар Лайн» судно — тюленебійне судно «Алджерін» виявило 22 травня єдине тіло — стюарда Джеймса Макґрейді. Його поховали 12 червня 1912 року у Галіфаксі. Загалом чотири канадські судна зібрали з поверхні океану 328 тіл.
Всі бальзамовані тіла доставлялися до Галіфаксу, найближче до місця аварії велике місто з регулярним залізничним та морським сполученням. Під один із моргів було переобладнано місцеву залу для гри в керлінг. 30 квітня, коли до порту повернувся пароплав «Маккей-Беннетт» зі 190 тілами на борту, до Галіфакса на впізнання почали з'їжджатися родичі загиблих, які проживали у Північній Америці. Впізнати вдалося дві третини доставлених тіл, невідомі тіла ховали під номерами в тому порядку, в якому їх витягували з води. 150 жертв аварії було поховано на трьох цвинтарях Галіфакса. Інших відправили на батьківщину — в міста США та Європи.
Для того, щоб вдалося ідентифікувати якомога більшу кількість тіл, завідувач бюро актів цивільного стану Галіфаксу Джон Генрі Барнстед розробив особливий порядок впізнання: перелік особистих речей, знайдених у кишенях одягу загиблих, заносився до журналу, туди записувалися особливі прикмети, наприклад, опис одягу, колір волосся, приблизно вік, кожному тілу присвоювався номер. Завдяки записам у цьому журналі процедура впізнання загиблих була полегшена. Така система пізнання при масовій загибелі людей застосовується й донині. Також Джон Генрі Барнстед найняв місцевого фотографа, щоб той сфотографував усі невідомі тіла. Завдяки цьому вдалося впізнати деяких загиблих пасажирів. Так, тіло пасажирки 3-го класу Маргарет Райс протягом п'яти місяців було невідомим. В даний час оригінали фотографії зберігаються у приватних колекціях та рідко виставляються на публіці.
У середині травня 1912 року пароплав «Оушенік» виявив за 320 км від місця аварії підтоплений складаний човен «А» з трьома тілами, які були залишені в ньому в ніч загибелі судна: двоє були членами екіпажу, яких ідентифікувати не вдалося, третій — пасажир першого класу 36-річний Томсон Бітті. Човен підняли на борт лайнера. Тіла було вирішено зашити в мішки та поховати у морі, а човен затопити. Останні два тіла з «Титаніка» були випадково знайдені та підняті 6 та 8 червня відповідно пароплавами «Оттава» та «Ілфорд». Ідентифікувати загиблих вдалося за особистими речами — ними виявилися 28-річний помічник стюарду 2-го класу Вільям Томас Керлі та 27-річний стюард 1-го класу Вільям Фредерік Чевертон. Обидва були поховані у морі. Однак надалі протягом кількох тижнів з різних кораблів, що проходили в Північній Атлантиці, ще помічали плаваючі на поверхні води трупи в білих жилетах. Район навколо місця аварії «Титаніка» прозвали «плавучим цвинтарем».
Пошукова операція була згорнута в червні, коли було оголошено, що рятувальні жилети, що утримують тіла на поверхні води, розвалюються, і всі ті тіла, що залишилися, в будь-якому випадку до цього часу потонули. У результаті з близько 1500 загиблих під час аварії «Титаніка» знайдено було лише 333 тіла. Коли в 1985 році були вперше виявлені уламки судна, то серед них було знайдено безліч пар взуття, що лежали пліч-о-пліч, що свідчить про те, що колись на цих місцях лежали людські тіла: на той момент вони всі повністю розклалися і розчинились.
|                                                                                 |                                                                    |                                                                        |                                                          |
| Екіпаж пошукового судна «Маккей-Беннетт» обстежує перекинутий складаний човен В | Бальзамування тіла невідомого пасажира «Титаніка» на борту «Мінії» | Екіпаж пошукового судна «Мінія» витягує із води в човен тіло загиблого | Кишеньковий годинник одного із загиблих зупинився о 2:28 |

## Розслідування катастрофи

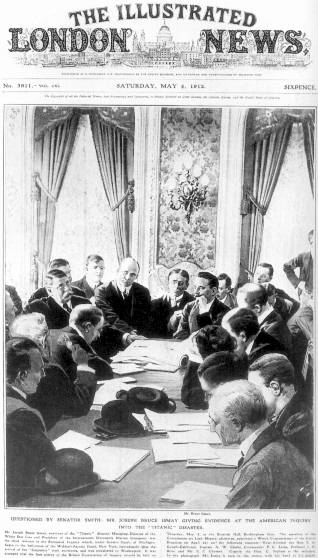
Джозеф Брюс Ісмей свідчить перед комісією в Нью-Йорку

Розслідування причин загибелі «Титаніка» розпочалося у США та Великій Британії. 19 квітня було відкрито слухання слідчого підкомітету Сенату США, які проходили під керівництвом Вільяма Сміта. Оскільки всі, хто пережив катастрофу, прибули до Нью-Йорка, там і почалися перші допити членів екіпажу та пасажирів. Свої свідчення, зокрема, давали: Джозеф Брюс Ісмей, всі офіцери, що врятувалися (Чарльз Лайтоллер, Герберт Пітман, Джозеф Боксголл, Гарольд Лоу), стерновий Роберт Гіченс, впередоглядач Фредерік Фліт, радист Гарольд Брайд, капітан «Карпатії» Артур Рострон, капітан «Каліфорнієна» Стенлі Лорд, пасажир Арчібальд Ґрейсі IV. У пресі, насамперед у британській, сенатор Сміт, який очолював слідство, зазнав різкої критики. На думку журналістів, його некомпетентність у галузі морського судноплавства ставила під загрозу об'єктивність розслідування. Так, на одному з допитів Сміт запитав Чарльза Лайтоллера, чи міг хтось на «Титаніку» сховатися від води у верхніх частинах водонепроникних відсіків. Однак різкі випади преси не вплинули на скрупульозну роботу Сміта та його помічників. Слід зауважити, що непоінформованість Сміта в деяких деталях мореплавання не применшує його професіоналізму. Він продемонстрував ґрунтовність, вміння поводитися зі свідками та робити висновки. Слідство у США велося на високому рівні.
2 травня після повернення з Нью-Йорка членів екіпажу почалися слухання у Великій Британії, ними керував суддя Джон Біґман. У Лондоні допитувалися другий впередоглядач Реджинальд Лі, пекар Чарльз Джоухін, капітан пароплава «Маунт Темпл», пасажири Космо та Люсі Дафф Ґордон та інші, вдруге давали свідчення деякі посадові особи та члени екіпажу. Крім очевидців катастрофи були також допитані сторонні особи, які не мають прямого відношення до катастрофи: капітан «Олімпіка» Герберт Геддок, голова компанії «Марконі К°» Гульєльмо Марконі, посадові особи корабельні «Гарленд енд Вульф» та компанії «Вайт Стар Лайн».
На обох континентах експерти дійшли приблизно тих самих висновків: капітан Сміт не знизив швидкість у небезпечній зоні, екіпаж «Каліфорнієна» неправильно інтерпретував сигнали, що подавались «Титаніком», за допомогою сигнальних ракет, велика кількість жертв пояснюється недостатньою кількістю човнів на борту і поганою організацією евакуації, пасажири третього класу довгий час не могли піднятися на човнову палубу через відсутність туди прямого виходу та власної нерішучості.
Стенлі Лорда, капітана пароплава «Каліфорнієн», звинуватили у ненаданні допомоги тонучому судну, і він пішов з компанії «Лейланд Лайн». Голову компанії «Вайт Стар Лайн» Джозефа Ісмея звинуватили в тиску на капітана, але він зміг домогтися, щоб звинувачення з нього було знято. Звинувачення в передчасному залишенні судна, що тоне, були пред'явлені до пасажирів човна № 1, серед яких були подружжя Космо і Люсі Дафф Ґордон, що відпливла від тонучого лайнера з 12 зайнятими місцями з 40, проте ці звинувачення також були зняті. Кримінальну відповідальність за аварію «Титаніка» ніхто не поніс, оскільки основною причиною катастрофи були визнані погодні умови.
Через відсутність доказів трест «International Mercantile Marine Company», до якого входила компанія «Вайт Стар Лайн», до відповідальності притягнути не вдалося. За «законом Гартера», у тому випадку, якщо компанії було відомо про порушення правил судноплавства на судні, що належить їй, або про загибель людей внаслідок порушення таких правил, пасажири або родичі загиблих могли вимагати від компанії компенсації завданих збитків. Слідчий підкомітет Сенату США не зміг знайти доказів того, що Ісмей як президент «IMM» знав про порушення правил судноплавства, що безпосередньо пов'язані з катастрофою «Титаніка».
Після завершення розслідування у США та Великій Британії незадоволений його результатами ірландський фермер Томас Район, який втратив у катастрофі сина, подав до суду позов на компанію «Вайт Стар Лайн». Після аналізу обставин катастрофи та допиту деяких очевидців суддя Бейлхеч визнав «Вайт Стар Лайн» винною. Після успішного позову Томаса Района було ще кілька, поданих родичами інших загиблих на «Титаніку». І хоча початкові вимоги про відшкодування збитків, пред'явлені «Вайт Стар Лайн», у сумі сягали 16 мільйонів доларів, юристам судноплавної компанії вдалося скоротити їх майже в 25 разів.

## Причини загибелі
1. Погодні умови. Тієї ночі був відсутній місяць, який міг освітити айсберг, і впередоглядачі помітили б його раніше. Також було відсутнє хвилювання, при якому місцезнаходження айсберга видавали б білі «баранчики». Сам айсберг незадовго до зіткнення, можливо, перекинувся, та його надводна частина стала темною. Причиною запізнілого виявлення айсберга могло слугувати також виникнення верхнього міражу у вигляді хибного горизонту, на фоні якого айсберг був погано помітним.
2. Характер ушкоджень. Внаслідок зіткнення «Титанік» отримав шість вузьких пробоїн, що простяглися вздовж правого борту більш ніж на 90 м. Довжина пошкоджень визначила загибель лайнера. Затоплення п'яти носових відсіків викликало диферент на ніс, тому вода почала переливатись поверх перетинок у вцілілі відсіки.
3. Висока швидкість у небезпечній зоні. Незважаючи на попередження з інших суден, «Титанік» не знизив швидкість при вході в зону, зайняту льодами, що дрейфують (тодішні правила безпечного мореплавання цього не вимагали). Якби лайнер йшов з меншою швидкістю, він встиг би зробити маневр і уникнути контакту з айсбергом.
4. Помилка вахтового помічника. Вільям Мердок перед зіткненням віддав накази «Стерно праворуч!» та «Повний назад» (можливо, «Стоп, машина»). Зупинка центрального гвинта значно знизила ефективність стерна, оскільки водяний потік перестав обтікати перо стерна. Для досягнення вищої маневровості при повороті вліво необхідно було реверсувати лівий гвинт, а правим і центральним продовжувати працювати вперед. Також існує версія, що «Титанік» не потонув би, якби Мердок не наказав «Стерно праворуч!». Врізавшись в айсберг, «Титанік» би серйозно пошкодив носовий відсік, декілька водонепроникних відсіків могло бути затоплено, але лайнер залишився б на плаву.
5. Ігнорування останнього льодового попередження. Оскільки основними завданнями радистів «Титаніка» було надсилання та приймання приватних телеграм, вони не приділяли належної уваги льодовим попередженням з інших суден. Передачу останнього льодового попередження, яке було надіслано за півтори години до зіткнення з айсбергом, радист Джек Філліпс перервав у той момент, коли радист «Каліфорніена» мав намір повідомити координати великої зони скупчення льоду, що знаходилася прямо за курсом «Титаніка».
Така велика кількість загиблих пояснюється, перш за все, недостатньою кількістю човнів на борту. На допомогу «Титаніку», що тонув, міг прийти пароплав «Каліфорнієн», якби там з меншою легковажністю поставилися до сигнальних ракет, якби вахтові помічники змогли розпізнати сигнали, що передаються за допомогою лампи Морзе, якби на борту був другий радист, який би прийняв сигнал лиха.

## Вжиті заходи

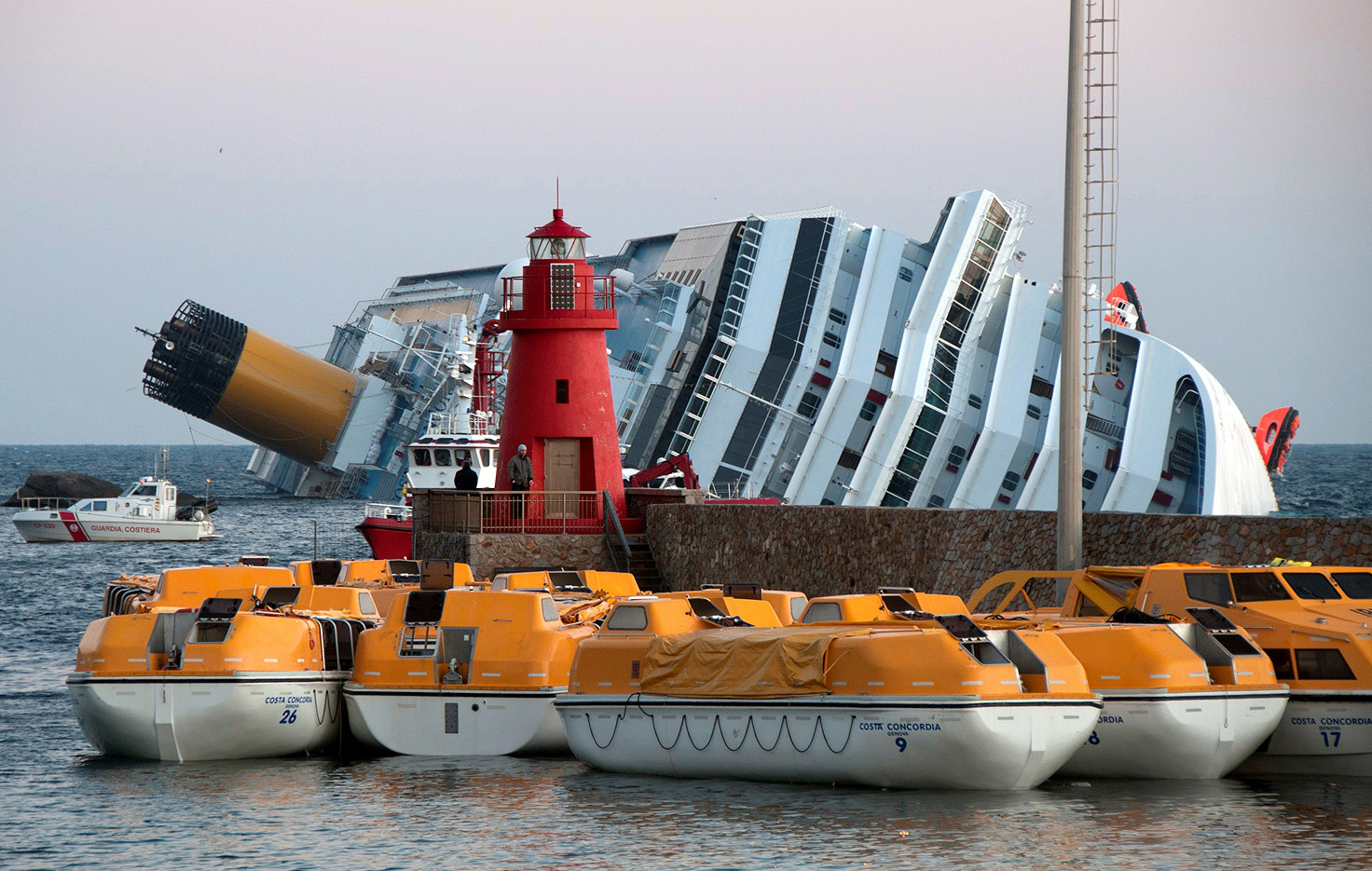
Завдяки повному укомплектуванню сучасних суден човнами вдається уникнути великої кількості жертв корабельних аварій. На фото човни лайнера «Коста Конкордія», що зазнав аварії 13 січня 2012 року

Після завершення розслідування загибелі «Титаніка» комісії із з'ясування причин катастрофи дали численні рекомендації щодо підвищення рівня безпеки на морі. Чимало з цих рекомендацій увійшли до Міжнародної конвенції з охорони людського життя на морі, прийнятої в 1914 році. Дія конвенції поширюється на всі судна, які здійснюють міжнародні рейси. Надалі всі судна мають бути оснащені достатньою кількістю човнів. Їх кількість почала вираховуватися за кількістю осіб на борту, а не за тоннажем судна, як до катастрофи. До загибелі «Титаніка» вважалося, що плавучі льоди не становлять великої небезпеки для кораблів. Будівельники суден приділяли більше уваги можливим пожежам, штормам, зіткненням з іншими суднами та конструювали корабель таким чином, щоб мінімізувати збитки від цих подій. Тепер до уваги почала братися загроза зіткнення з айсбергом. Крім цього, всі судноплавні компанії повинні були включити до своїх інструкцій пункт про те, що у випадку, якщо за курсом або поблизу нього виявлено лід, судно в сутінках має йти малим ходом або змінити курс так, щоб обійти небезпечний район.
Після аварії «Титаніка» в 1912 році судна ВМС США почали стежити за льодами, що дрейфують, і сповіщати про них прилеглі кораблі. Пізніше цим почала займатися Берегова охорона США, а 1914 року 14 країн заснували Міжнародний льодовий патруль, завданням якого є моніторинг льодової обстановки. Іншою важливою зміною правил морського судноплавства була вимога про обов'язкову наявність на судні радіотелеграфа та цілодобове прослуховування радіоефіру. Комісія США рекомендувала оснастити судна двома прожекторами.

## Альтернативні версії

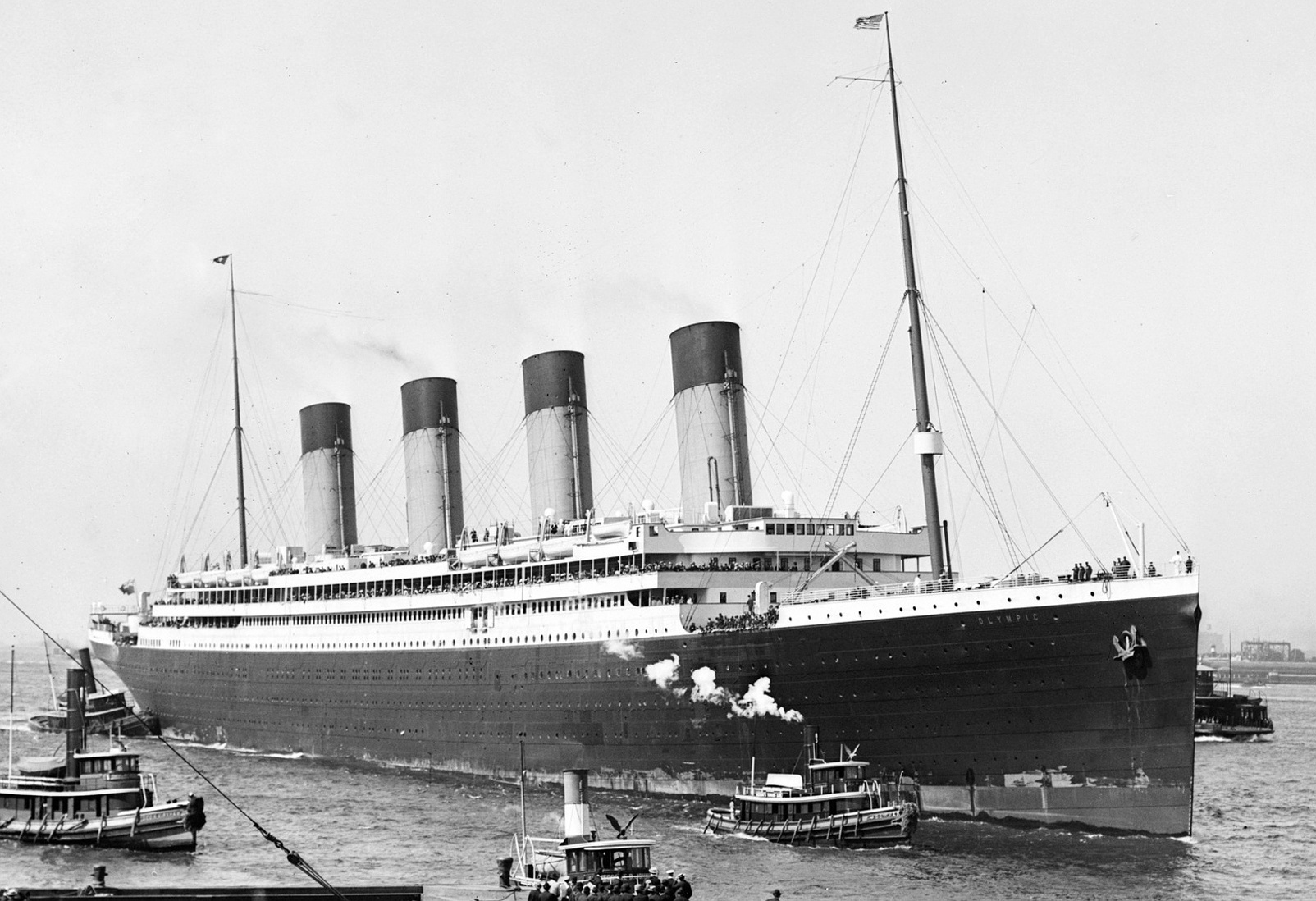
Пароплав «Олімпік». Найпомітніша відмінність від «Титаніка» — повністю незасклений променад палуби А, крім цього, на «Олімпіку» відрізнялись деякі інтер'єри та планування деяких приміщень.

Крім основної версії катастрофи «Титаніка», існують десятки маргінальних теорій. Одна з найпоширеніших — версія підміни «Титаніка» близнюком «Олімпіком». Прихильники цієї версії стверджують, що власники судноплавної компанії поміняли місцями однотипні судна і заздалегідь спланували катастрофу «Олімпіка» з метою отримання великих страхових виплат. Безпідставність цієї теорії підтверджують факти. «Титанік» та «Олімпік» хоч і були кораблями одного класу, проте мали значні відмінності. Щоб перебудувати «Олімпік» на «Титанік», знадобилося б багато часу та людей. Змусити все життя мовчати про це сотні людей навряд чи було під силу судновласникам. Проти цієї версії також кажуть розповіді пасажирів та членів екіпажу трагічного рейсу: пасажири згадували запах свіжої фарби, а кочегари — ідеальну чистоту в котельнях, тоді як «Олімпік» експлуатувався майже рік. Експедиції до уламків виявили на дні деталі з вигравіюваними на них номером «401» — серійним номером «Титаніка», що значився в інженерній книзі корабельні «Гарленд енд Вульф» («Олімпік» мав номер «400»). Можливість підлаштувати зіткнення дуже малоймовірна, а ще одна аварія ще більше зашкодила б репутації компанії «Вайт Стар Лайн». Також існують теорії світової змови і торпедування німецьким підводним човном. Останнє неможливо хоча б тому, що тогочасні підводні човни не мали достатньої автономності, щоб виходити у відкритий океан.
У січні 2017 року опубліковано версію журналіста Шенана Молоні, який 30 років присвятив дослідженню трагедії. За його версією, ще за три тижні до рейсу у вугільних бункерах «Титаніка» сталася серйозна пожежа. Висока температура послабила міцність обшивки, і це стало причиною руйнації корпусу під час зіткнення з айсбергом. Однак ця версія заснована лише на розмитих фотографіях, а також на здогадах самого Шенана Молоні, і не знайшла підтвердження.

## Пам'ять
На згадку про катастрофу «Титаніка» у різних країнах встановлено десятки пам'ятників та меморіальних дощок. З ініціативи Марґарет Браун у 1913 році на Мангеттені на згадку про тих, хто загинув на «Титаніку», було зведено 18-метровий маяк. 22 квітня 1914 року в Саутгемптоні було урочисто відкрито пам'ятник 35 членам машинної команди, які самовіддано боролися з водою протягом двох годин. Монумент являє собою стіну з висіченими на ній 35 іменами інженерів-механіків. У центрі меморіалу — барельєфи, які зображають механіків «Титаніка» за роботою, вінчає композицію бронзова постать крилатої богині Ніки, яка стоїть на носі корабля і тримає вінки, широко розкинувши руки. У центральній міській бібліотеці Саутгемптона було встановлено меморіальну дошку на згадку про загиблих музикантів «Титаніка».
1916 року ще один пам'ятник членам машинної команди «Титаніка» було встановлено в Ліверпулі. У 1920 році в Белфасті коштом городян, родичів загиблих, співробітників верфі «Гарленд енд Вульф» та компанії «Вайт Стар Лайн» було зведено пам'ятник усім жертвам аварії «Титаніка». На вершині п'єдесталу встановлена кам'яна скульптура жінки, що уособлює смерть або долю, вона тримає лавровий вінок над головою моряка, що тоне серед русалок.
У Вашингтоні коштом американок було збудовано пам'ятник чоловікам, які героїчно загинули на «Титаніку». Брати участь в акції зі збирання грошей могли виключно жінки, причому кожна могла внести лише один долар, щоб дати можливість якомога більшій кількості американок висловити таким чином свої почуття. Незабаром було зібрано понад 25 000 доларів. Монумент — шестиметрова фігура напівоголеного чоловіка з розведеними як на хресті руками. Скульптура встановлена на десятиметровому постаменті, напис на якому говорить: «відважним чоловікам „Титаніка“, які пожертвували собою заради порятунку жінок та дітей».
Увічнено пам'ять деяких конкретних особистостей. 1914 року в Лічфілді було відкрито бронзовий пам'ятник капітану Едварду Сміту. У 1915 році в Комбері завершилося будівництво меморіального холу на згадку про Томаса Ендрюса. У Нью-Йорку встановлені пам'ятники подружжю Штраусів, Вільяму Стіду та радистам.
Різні експедиції до уламків «Титаніка» на дні залишили меморіальні дошки. Глибоководні апарати встановлювали їх на останках капітанського містка та палуби кормової надбудови. У 2001 році з борту апарата «Мир» біля кормової частини лайнера було покладено мідну троянду, яка увічнювала пам'ять Томаса Ендрюса. Щорічно з 1914 року з борту корабля чи літака Міжнародного льодового патруля на місці катастрофи покладають квіти. 8 квітня 2012 року з Саутгемптона до Нью-Йорку тим самим маршрутом, що й «Титанік», вирушило судно «Балморал». У ніч проти 15 квітня лайнер прибув на місце катастрофи. На борту відбулася панахида і церемонія покладання трьох вінків, у якій взяли участь кілька нащадків пасажирів «Титаніка».
|                                                             |                                             |                                                   |                                         |
| Монумент в Саутгемптоні в пам'ять про 35 загиблих механіків | Пам'ятник капітану Едварду Сміту в Лічфилді | Пам'ятна дошка оркестру «Титаніка» в Саутгемптоні | Пам'ятник жертвам «Титаніка» в Белфасті |

## В масовій культурі
Загибель «Титаніка» через десятки років залишається однією з найвідоміших катастроф. Драматичні події, що розвивалися на борту лайнера в ніч із 14 на 15 квітня 1912 року, лягли в основу багатьох романів та художніх фільмів. Інтерес до долі цього судна не слабшає і донині, про «Титанік» написано десятки книг, знято безліч документальних фільмів. Катастрофа «Титаніка» надихає і багатьох художників. Загибель у першому плаванні «непотоплюваного» лайнера приваблює людей у всьому світі. Джеймс Кемерон, режисер художнього фільму «Титанік», так пояснив невгасаючий інтерес до катастрофи:
|  | Історія «Титаніка» продовжує заворожувати нас тому, що це великий роман, написаний реальністю. Жоден письменник не міг би придумати краще ... Протиставлення багатих і бідних, чоловіків і жінок, які дограли свої ролі до кінця (жінки в першу чергу), стоїцизм і шляхетність минулої епохи, велич прекрасного корабля, що зіткнувся з людською дурістю, що вкинула його в пекло. |

### В живописі
Всього лише через місяць після катастрофи німецьким художником-графіком Віллі Штевером була створена чорно-біла ілюстрація «Загибель Титаніка» для журналу Die Gartenlaube («Садове листя»). На ній зображено останні хвилини «Титаніка» перед зануренням. Незважаючи на ряд неточностей (чисельні айсберги навколо судна, надто високо задерта корма, густий дим із четвертої труби, яка виконувала функції витяжного вентилятора), це одна з найвідоміших картин, присвячених катастрофі «Титаніка».
На сьогоднішній день найбільш відомим художником, який присвятив значну частину своєї творчості «Титаніку», є американський живописець Кен Маршалл. Особливе місце у творчості займає тема катастрофи «Титаніка». Багатьом його картинам властива майже фотографічна точність.

### В літературі
Катастрофі «Титаніка» присвячено безліч літературних творів як документальних, так і з художньою вигадкою. Чимало книг було випущено в перший рік після катастрофи. Авторами багатьох з них були безпосередні очевидці: Лоренс Бізлі — «Загибель пароплава „Титанік“», Арчібальд Ґрейсі IV — «Правда про Титанік» і «Титанік: Оповідання тих, хто вижив», Чарльз Лайтоллер — «Титанік та інші кораблі» (глави 31–35). У цих книгах автори описують те, що довелося пережити їм у ніч проти 15 квітня на борту «Титаніка».
Безліч книг про катастрофу були написані різними істориками та дослідниками. Так, в 1955 році американський історик Волтер Лорд, ретельно вивчивши архіви суден та протоколи показань уцілілих свідків катастрофи, і, крім того, встановивши зв'язок з 63 пасажирами і членами екіпажу, що були на той момент, створив першу по-справжньому захоплюючу і історично достовірну працю «Незабутня ніч» (або «Остання ніч») (A Night to Remember), що стала визнаним бестселером, що витримав понад 10 перевидань. У 1989 році чехословацький дослідник Мілош Губачек, ґрунтуючись на протоколах слідчої комісії Великої Британії та слідчого підкомітету сенату США з розслідування трагедії та газетних публікацій, написав документальну книгу «Титанік». У ньому значне місце автор приділив хронології катастрофи, рятувальної операції та судовому розгляду.

### В кінематографі

#### Художні фільми
Катастрофа «Титаніка» лягла в основу сюжетів багатьох художніх та документальних фільмів. Через місяць після краху, 14 травня 1912 року вийшов німий десятихвилинний художній фільм «Врятована з Титаніка». Головну роль у ньому виконувала американська актриса Дороті Ґібсон, яка була пасажиркою «Титаніка», у фатальну ніч вона врятувалася в човні № 7. Після прибуття в США Ґібсон відразу взялася за написання сценарію до фільму. У 1943 році на замовлення Йозефа Геббельса, рейхсміністра народної освіти та пропаганди нацистської Німеччини, було знято пропагандистський фільм «Титанік». Головною ідеєю фільму була спроба дискредитувати капіталістичні відносини Великої Британії та США.
Першим фільмом про трагічне плавання «Титаніка», який отримав премію Оскар, був «Титанік» американського режисера Жана Негулеско, випущений у 1953 році. За сюжетом, на борту «Титаніка» розігрується сімейна драма між дружиною, чоловіком та їхніми дітьми. Після того, як стосунки налагоджуються, лайнер врізається в айсберг і починає тонути. Членам сім'ї доводиться розлучитися, син і батько залишаються на кораблі, що тоне, і згодом гинуть.
У 1958 році вийшов фільм «Загибель „Титаніка“» (оригінальна назва «Незабутня ніч», англ. A Night to Remember) — документальна кінодрама, екранізація документально-історичної книги Волтера Лорда «Остання ніч „Титаніка“» (оригінальна назва «Незабутня ніч»). Режисером фільму став Рой Ворд Бейкер. Зйомки картини відбувались у Великій Британії. При будівництві декорацій було використано креслення корабля, консультантами виступили четвертий офіцер «Титаніка» Джозеф Боксголл і коммодор «Кунард Лайн» Гаррі Греттидж.
У 1979 році вийшов англо-американський телефільм, що в російському показі називався «Врятуйте „Титанік“», «Титанік» або «S.O.S. з „Титаніка“» (оригінальна назва — S. O. S. Titanic), який реалістично показав плавання і аварію «Титаніка», а також долі та переживання кількох груп його пасажирів різних класів.
Одним із найбільш наближених до реальності художніх фільмів про «Титаніку» є однойменна картина Джеймса Кемерона, що вийшла на екрани 1997 року. «Титанік» отримав 11 премій Оскар, протягом 12 років утримував досягнення найкасовішого фільму в історії кінематографу. Перед початком зйомок режисер Джеймс Кемерон здійснив 12 занурень до уламків лайнера і ретельно досліджував їх. У написанні сценарію, підготовці декорацій брали участь такі фахівці по «Титаніку», як член історичного товариства «Титанік» Дон Лінч, художник Кен Маршалл, історик та дослідник Паркс Стівенсон. Завдяки роботі авторитетних експертів, у фільмі вдалося відтворити багато справжніх епізодів плавання та аварії корабля. «Титанік» Кемерона відродив інтерес до історії лайнера. Після його прем'єри великим попитом стали користуватися книжки та виставки, присвячені історії корабля.
Тема катастрофи «Титаніка» порушена також у мультиплікації. Загибель корабля лягла в основу кількох мультфільмів, зокрема «Титанік. Легенда триває» та «Легенда Титаніка». Відмінною стороною цих мультфільмів є весела подача катастрофи, що відбулася, а також щасливий кінець.
У мультфільмі «Америка: Фільм» корабель та його аварія займає не останнє місце в сюжеті, незважаючи на той факт, що його дія відбувається у 1776 році.

#### Документальні
Окрім художніх, катастрофі «Титаніка» присвячено багато документальних фільмів. Деякі з них були зняті американськими науково-популярними каналами «National Geographic» та «Discovery», серед них «Секунди до катастрофи: Титанік» (у цьому фільмі перевірялася версія про неякісні заклепки з високим вмістом шлаків) та «Що потопило Титанік?». Канал «History» випустив фільм «Непотоплюваний Титанік». Ряд документальних картин вийшов до століття катастрофи у 2012 році. На каналі «National Geographic» вийшов фільм «Заключне слово з Джеймсом Кемероном», у якому експерти по «Титаніку» на чолі з режисером легендарного фільму ретельно аналізують зйомки уламків корабля на дні і намагаються з допомогою встановити детальну хронологію загибелі судна.